# Pelargonien
Die Pelargonien (Pelargonium) sind eine Pflanzengattung innerhalb der Familie der Storchschnabelgewächse (Geraniaceae). Die 220 bis 280 Arten sind im südlichen Afrika verbreitet.
Als Trivialname für bestimmte, als Beet- oder Balkonpflanzen verwendete Pelargonium-Arten und -Hybriden wird oft der Name „Geranien“ verwendet (vom griechischen Wort géranos, γέρανος, was „Kranich“ bedeutet).

## Unterschiede zur GattungGeranium
Von der auch in der mitteleuropäischen Flora vertretenen Gattung der Storchschnäbel (Geranium) unterscheiden sich Pelargonien (Pelargonium) unter anderem durch den zygomorphen Blütenaufbau. Für die als Balkonpflanzen gezüchteten Arten ist aber im  deutschsprachigen Raum umgangssprachlich noch die Bezeichnung Geranie üblich, obwohl systematisch inkorrekt.

## Beschreibung

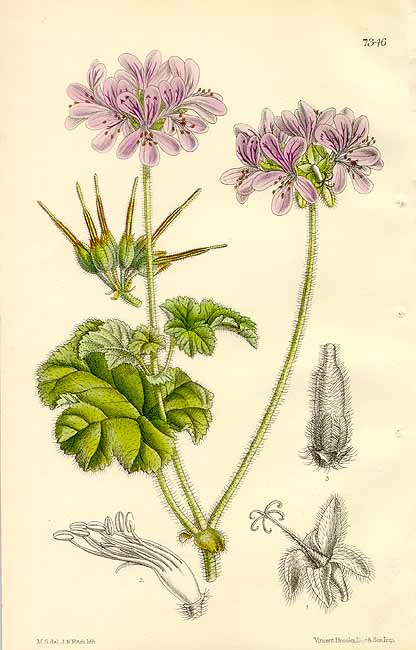
Illustration von Pelargonium drummondii aus The Botanical Magazine, 1894, Tafel 7346

### Vegetative Merkmale
Pelargonium-Arten wachsen als einjährige oder ausdauernde krautige Pflanzen, selten als Halbsträucher oder Sträucher; viele Arten verholzen, wenn sie älter werden. Einige Arten sind sukkulent. Sie enthalten ätherische Öle.
Die oberen Laubblätter sind meist wechselständig, die unteren meist gegenständig angeordnet. Die Laubblätter sind in Blattstiel und Blattspreite gegliedert. Die meist behaarten Laubblätter sind einfach oder zusammengesetzt, meistens gelappt bis geteilt. Nebenblätter sind vorhanden.

### Generative Merkmale
Die Blüten stehen meist zu vielen zusammengefasst in seiten- oder endständigen, einfachen oder zusammengesetzten, doldigen Blütenständen auf meist langen Blütenstandsschäften und enthalten oft Hochblätter. Es sind Blütenstiele vorhanden.

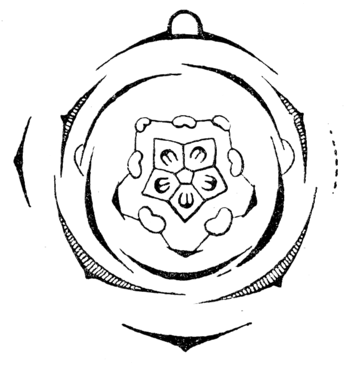
Blütendiagramm von Pelargonium zonale

Die zwittrigen Blüten sind zygomorph und fünfzählig mit doppelter, in Kelch- und Kronblätter unterscheidbarer, Blütenhülle (Perianth). Die je fünf Kelchblätter sind meist nicht miteinander, aber teilweise mit dem Blütenstiel zu einer Nektarröhre verwachsen. Diese Nektarröhre kann wenige Millimeter bis wenige Zentimeter lang sein. Die meist fünf (selten vier) Kronblätter sind meist frei und genagelt; die oberen zwei sind deutlich verschieden zu den unteren dreien. Im Unterschied zu den anderen Gattungen der Familie fehlt bei Pelargonium ein Diskus. Es sind meist zwei Kreise mit je fünf Staubblätter vorhanden, meist sind nur zwei bis sieben fertil, die anderen sind zu Staminodien reduziert. Fünf Fruchtblätter sind zu einem oberständigen Fruchtknoten verwachsen. Die fünf Griffel sind bis zur Spitze verwachsen und bilden den „Schnabel“ mit fünf Narben.
Bei der Reife bleiben nur die inneren Teile der Fruchtblätter als Mittelsäule stehen. Die äußeren Teile, die unten je einen Samen umschließen, heben sich ab. Die Frucht ist eine Spaltfrucht, die in fünf einsamige Teilfrüchte aufspringt.

## Ökologie
Alle Pelargonium-Arten sind vormännig, das heißt die Narben werden erst nach den Staubblättern reif, um Selbstbestäubung zu verhindern.
Der Ausbreitungsmechanismus ist der gleiche wie beim Storchschnabel.

## Vorkommen
Die meisten Pelargonium-Arten wachsen in Südafrika und Namibia. Viele Arten gehören zur Kapflora (Capensis). 80 % der Arten gedeihen im südwestlichsten Gebiet der Capensis mit Winterregen. Noch relativ viele Arten reichen im tropischen Ostafrika weiter nach Norden bis Simbabwe, Malawi, Tansania, Kenia, Äthiopien und einige Arten gibt es auch auf der Arabischen Halbinsel (beispielsweise im Yemen). Insgesamt wenige Arten gibt es außerhalb des Afrikanischen Kontinents. Einige Arten gibt es in Vorderasien von der östlichen Türkei über den Irak bis in den Iran (z. B. Pelargonium endlicherianum Fenzl und Pelargonium quercetorum Agnew). Wenige Arten sind Endemiten Madagaskars (Pelargonium caylae Humbert, Pelargonium madagascariense Baker). Jeweils eine Art gibt es auf den Inseln St. Helena (Pelargonium cotyledonis (L.) L'Hérit.) und Tristan da Cunha (Pelargonium acugnaticum Thouars). Wenige Arten gibt es in Australien, Tasmanien, im nördlichen Neuseeland sowie auf einigen Inseln im Indischen Ozean.
Pelargonium-Arten besiedeln eine Vielzahl von Lebensräumen, Gewässerränder genauso wie die trockene Namib-Wüste, felsige Berggipfel ebenso wie Küstendünen. Einige Arten sind sukkulent und haben ober- oder unterirdische Organe zur Wasserspeicherung.

## Systematik
Die ersten Pflanzenexemplare wurden schon um 1600 nach Europa gebracht.
Bereits 1732 bezeichnete Johann Jacob Dillen in seinem Werk Hortus Elthamensis Pflanzen südafrikanischer Herkunft, welche er im Garten von William Sherard in Eltham sah, als Pelargonium. Im Jahr 1738 veröffentlichte Johannes Burman sein herausragendes Werk über afrikanische Pflanzen, Rariorum Africanarum Plantarum. Darin verwendet er ebenfalls die Bezeichnung Pelargonium für Pflanzen aus Südafrika. Carl von Linné und nachfolgende Botaniker bezeichneten jedoch ebendiese Pflanzen alle als Geranium.
Erst durch die Veröffentlichung der Erstbeschreibung der Gattung Pelargonium 1789 durch  Charles Louis L’Héritier de Brutelle durch William Aiton wurde in Hortus Kewensis; or, a Catalogue of the Plants Cultivated in the Royal Botanic Garden at Kew. Band 2, London 1789, S. 417 diese Gattung etabliert. Der botanische Gattungsname Pelargonium ist aus dem griechischen Wort pélargos (πέλαργος) für „Storch“ abgeleitet und bezieht sich auf die storchschnabelartig verlängerte Form der Früchte. Als Typusart wurde 1979 durch J.J.A. van der Walt in Notes on the nomenclature of Pelargonium (Geraniaceae). In: Journal of South African Botany. Band 45, Juli 1979, S. 377–380 das 1753 durch Linné erstbeschriebene Geranium cucullatum L. als Lectotypus festgelegt.

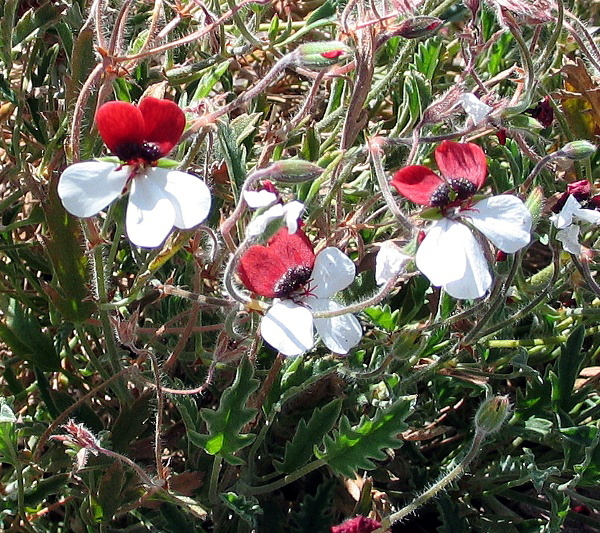
Sektion Campylia: Pelargonium tricolor

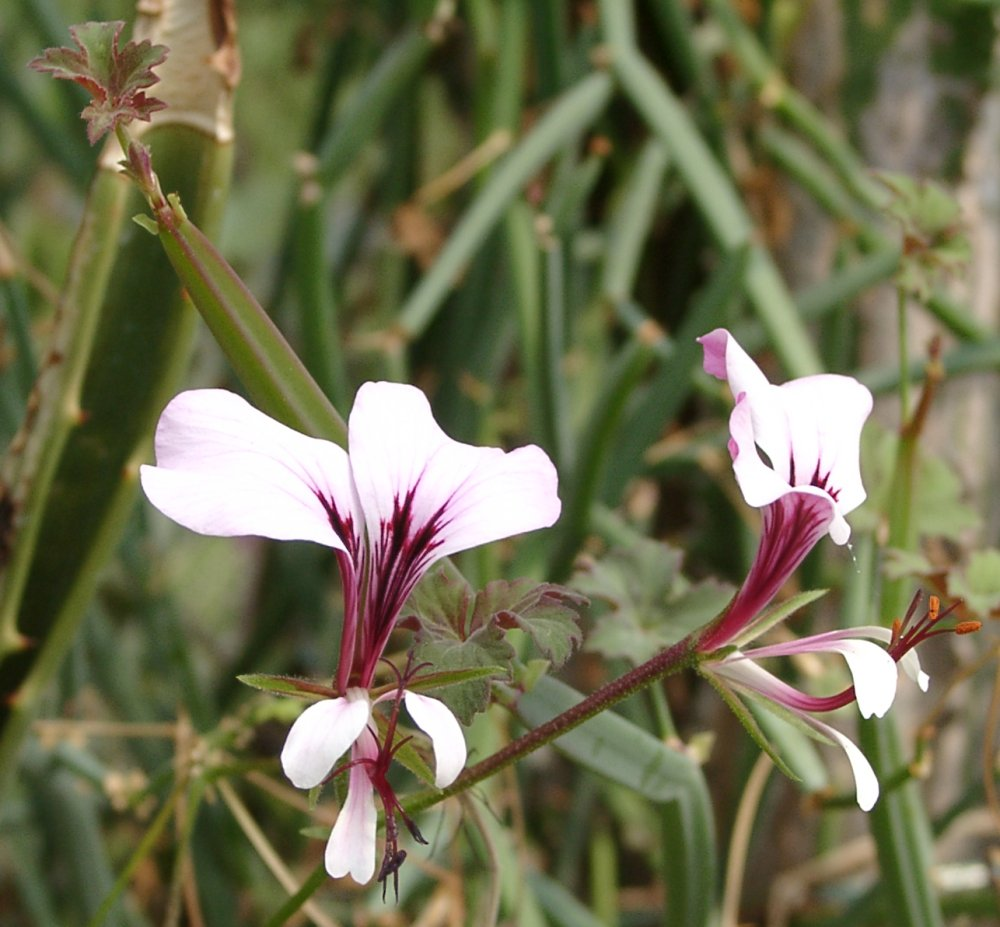
Sektion Chorisma: Zygomorphe Blüten von Pelargonium tetragonum

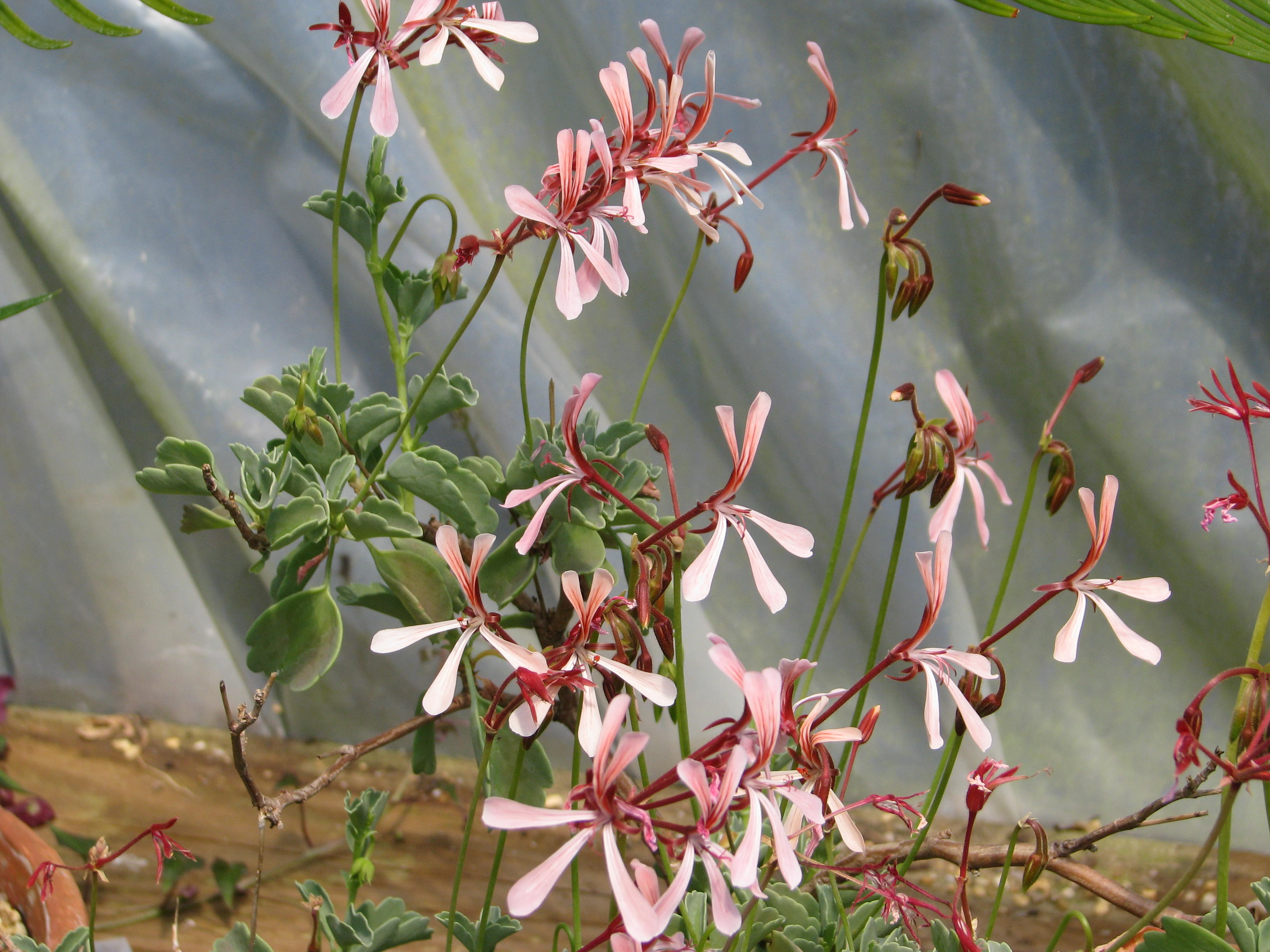
Sektion Ciconium: Pelargonium acetosum

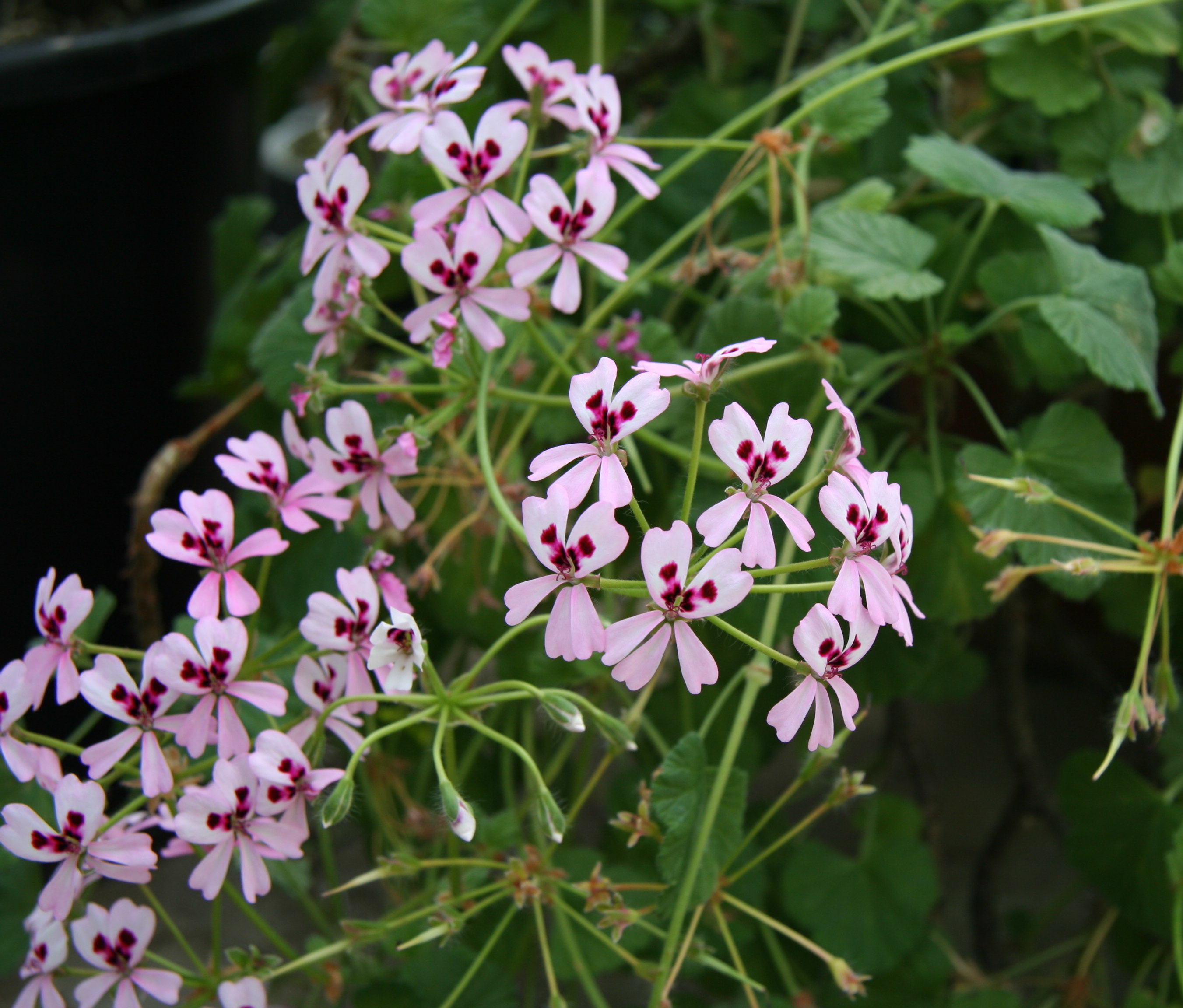
Sektion Cortusina: Pelargonium echinatum

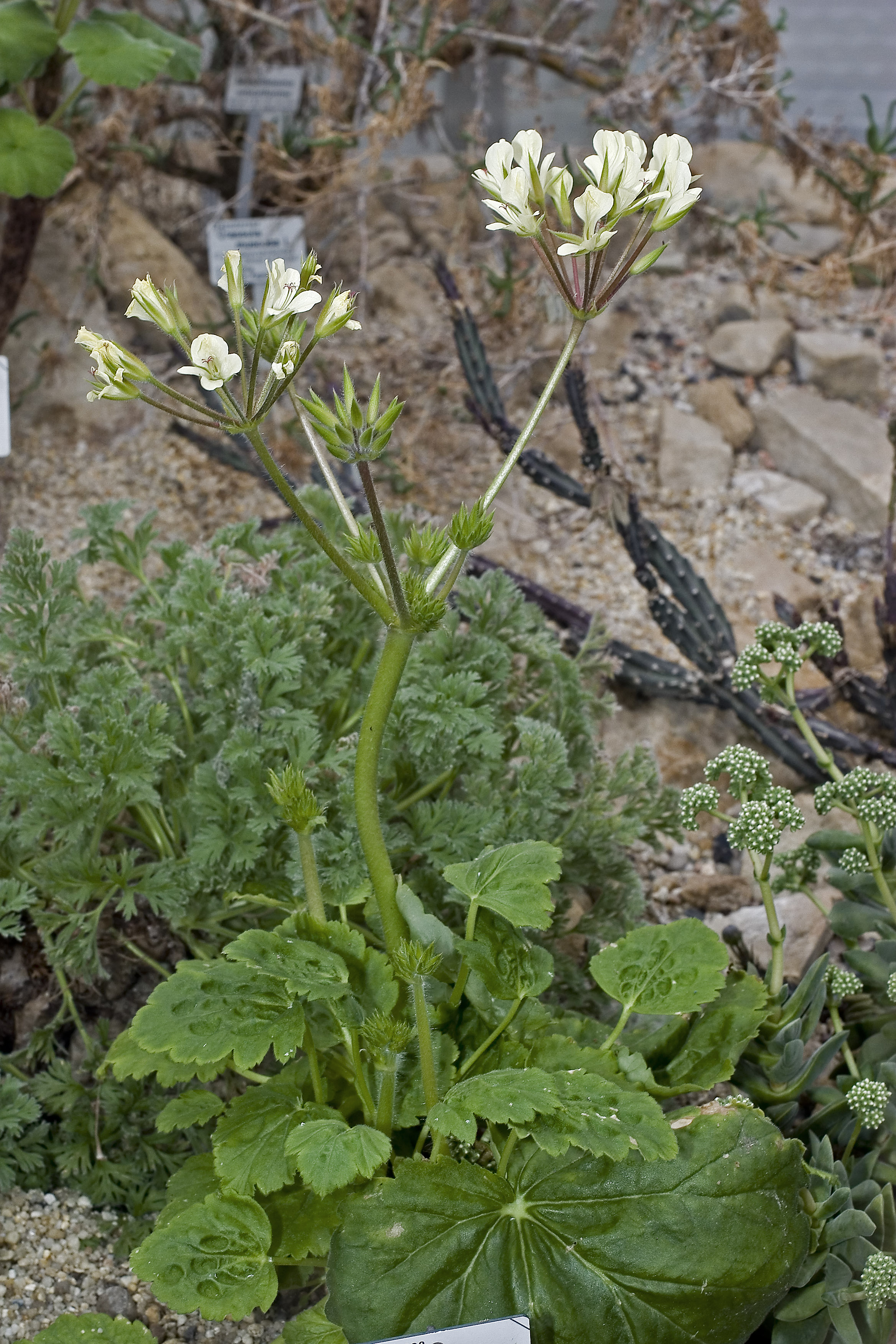
Sektion Hoarea: Pelargonium oblongatum

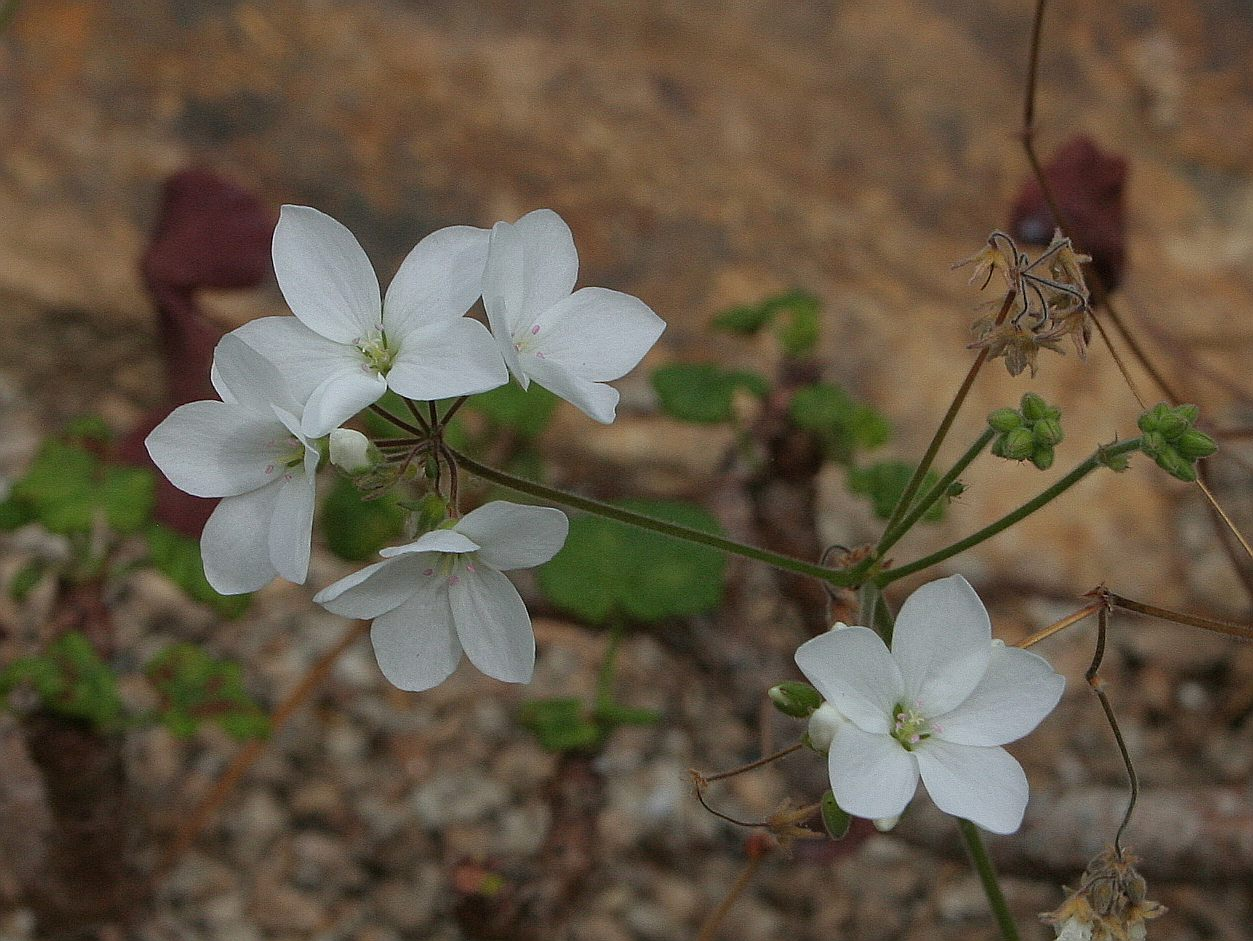
Sektion Isopetalum: Blütenstand von Pelargonium cotyledonis

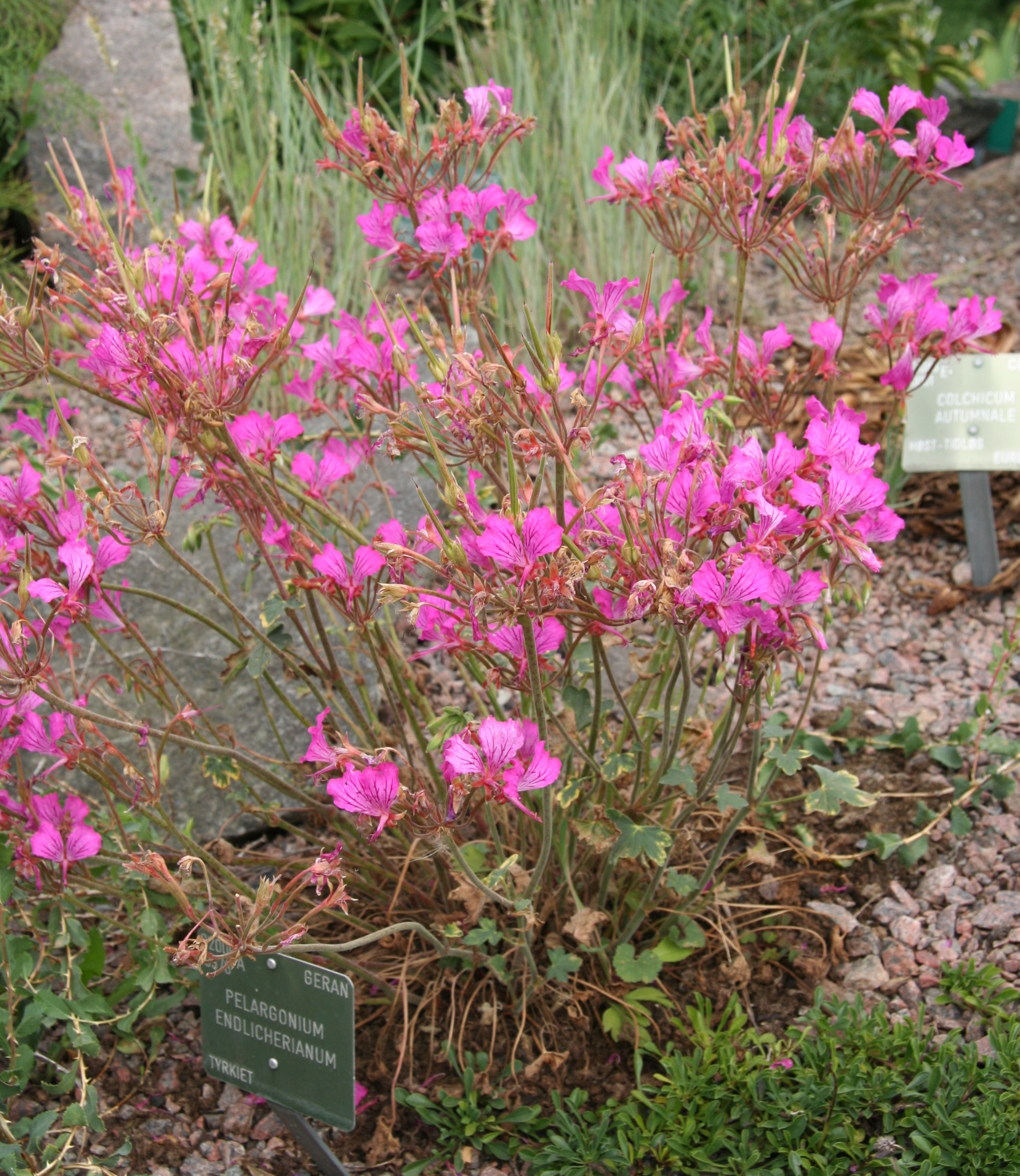
Sektion Jenkinsonia: Pelargonium endlicherianum

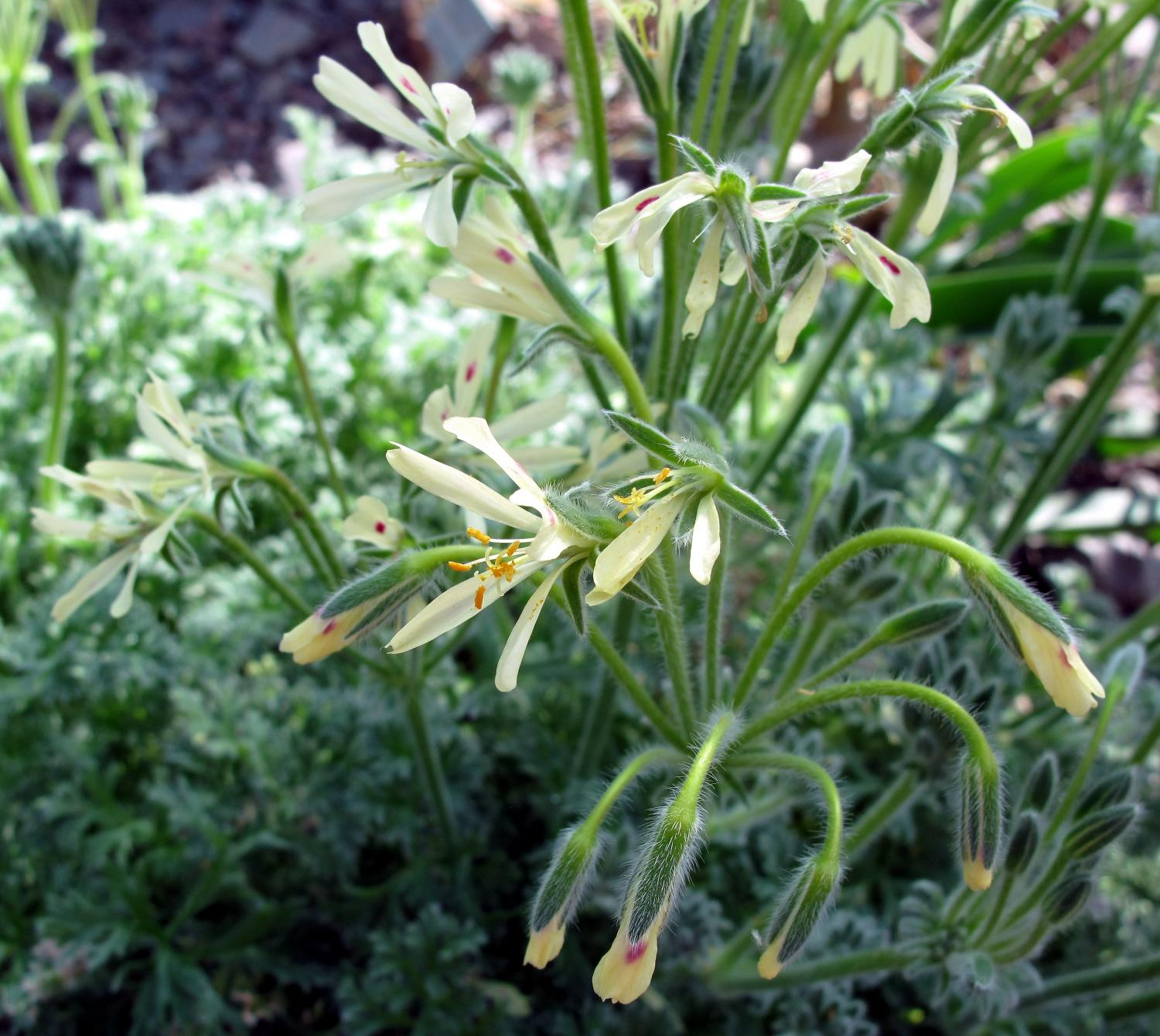
Sektion Ligularia: Blütenstand von Pelargonium appendiculatum

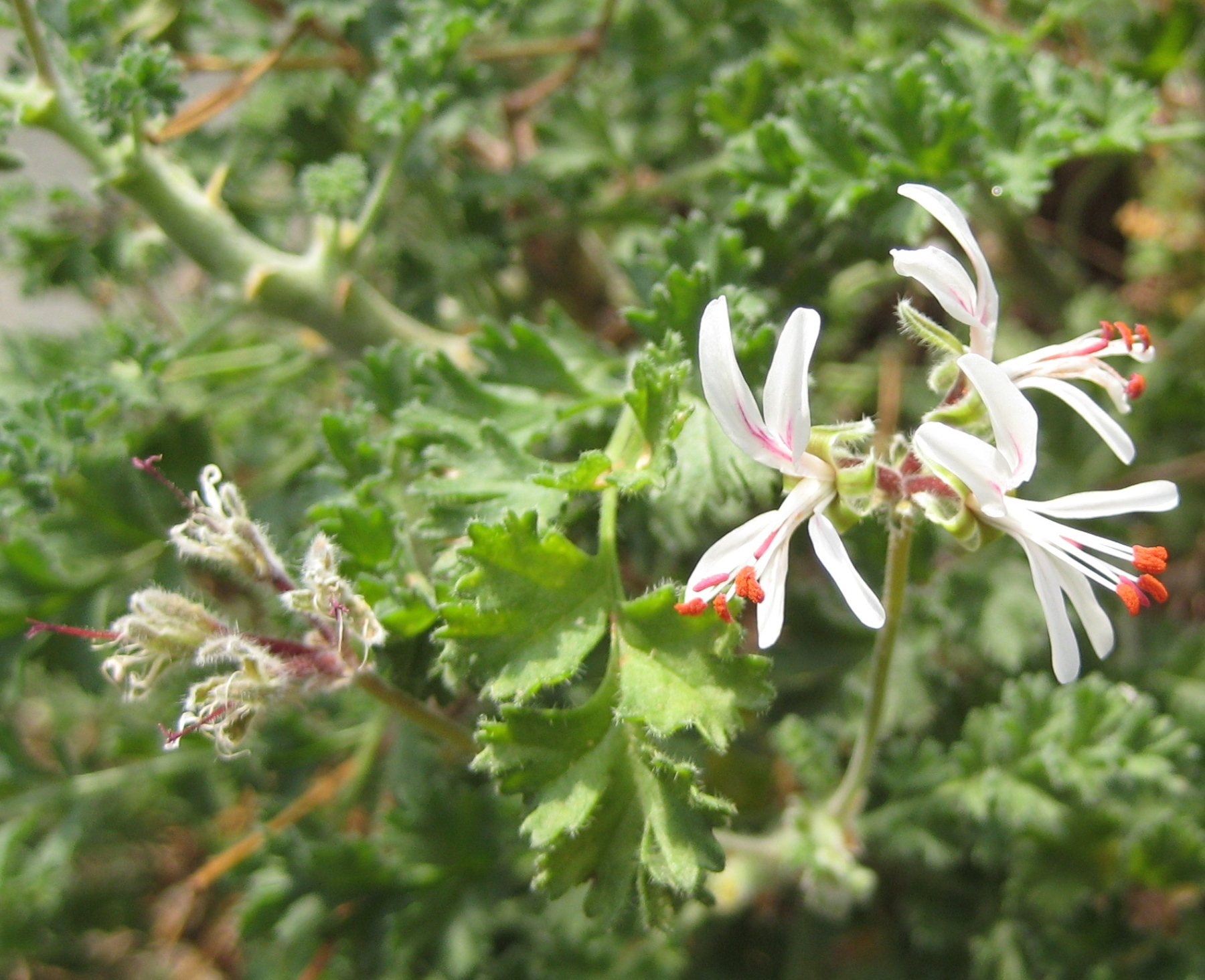
Sektion Otidia: Pelargonium alternans

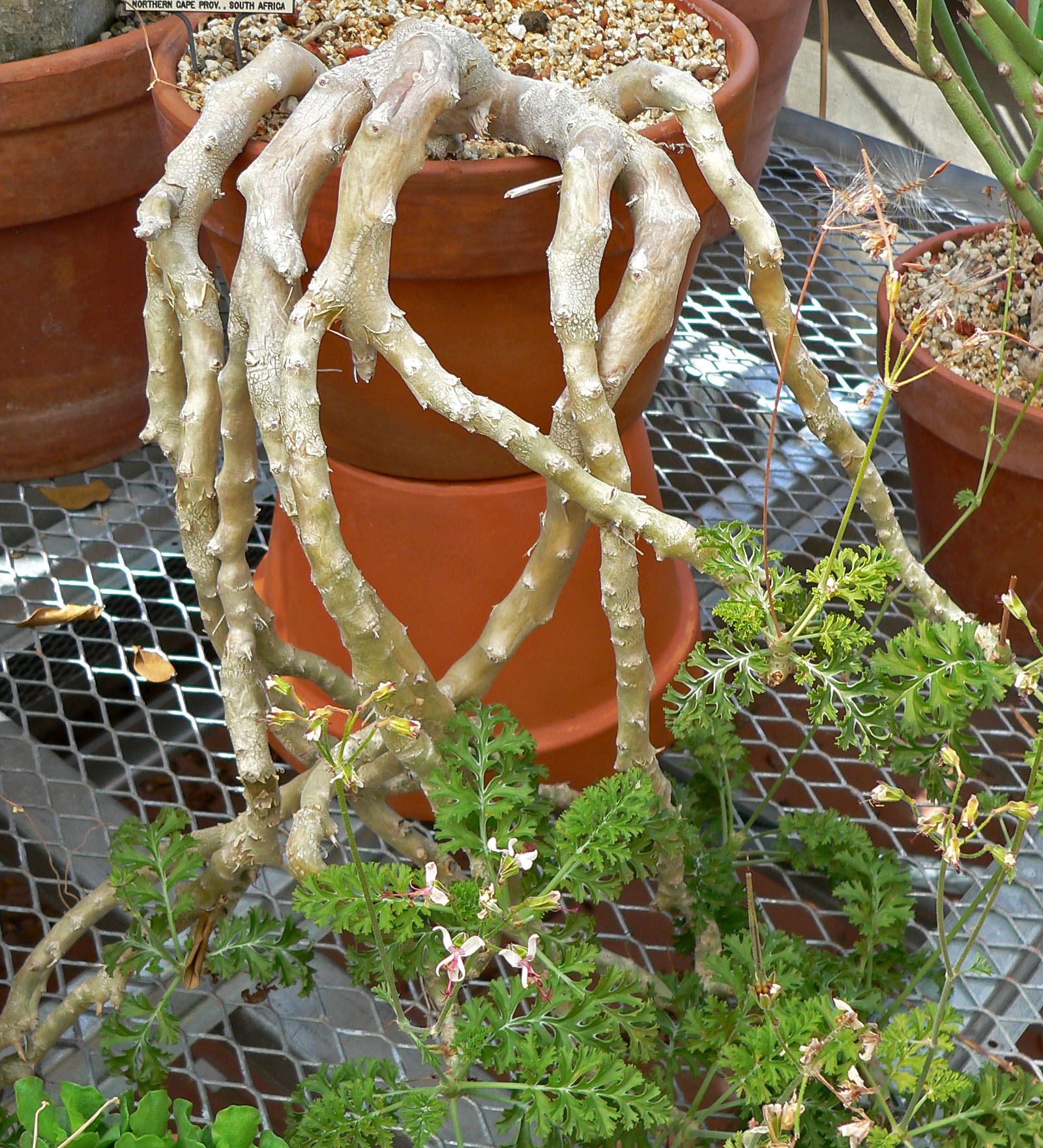
Sektion Otidia: Die stammsukkulente Pelargonium carnosum

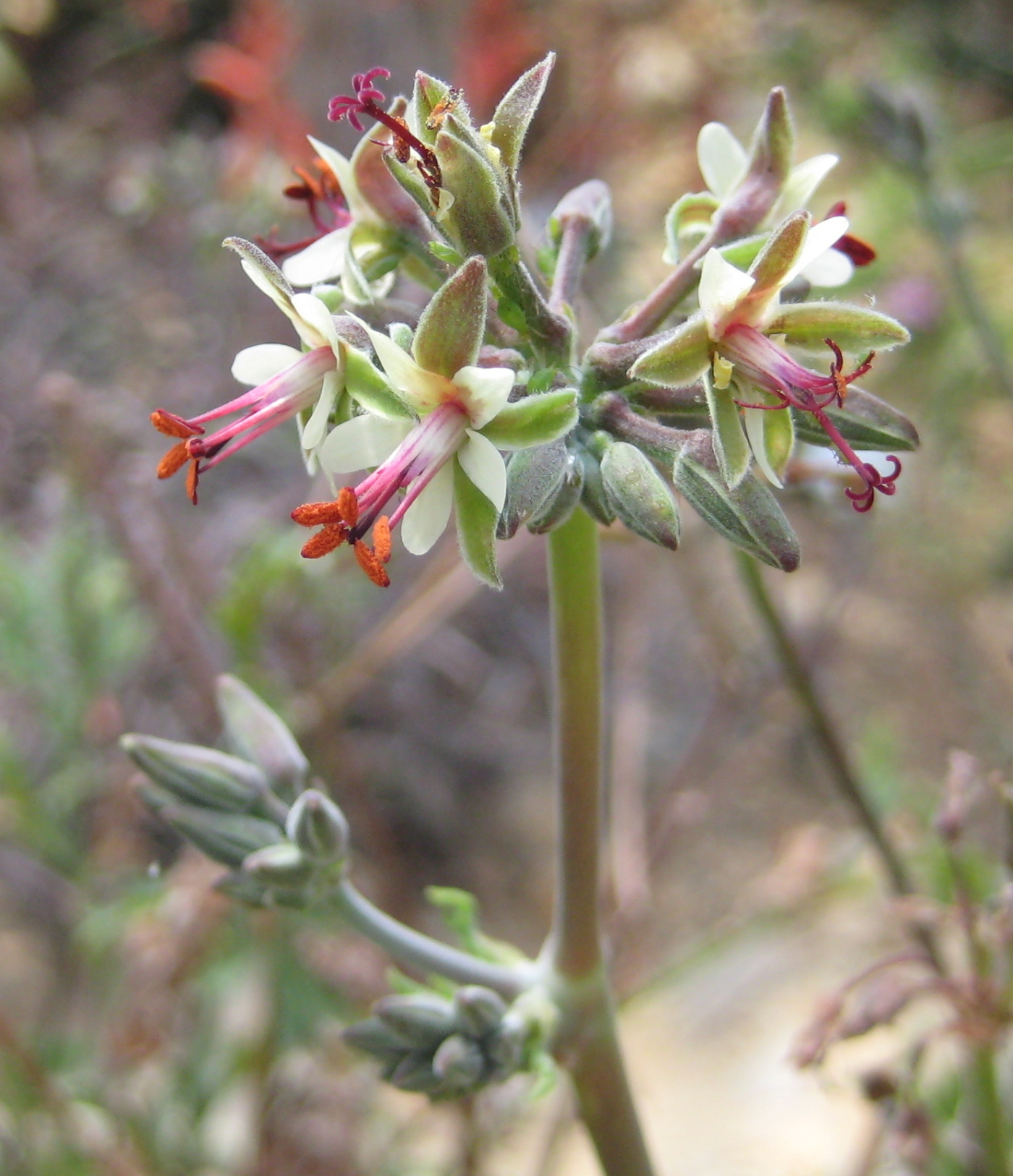
Sektion Otidia: Pelargonium dasyphyllum

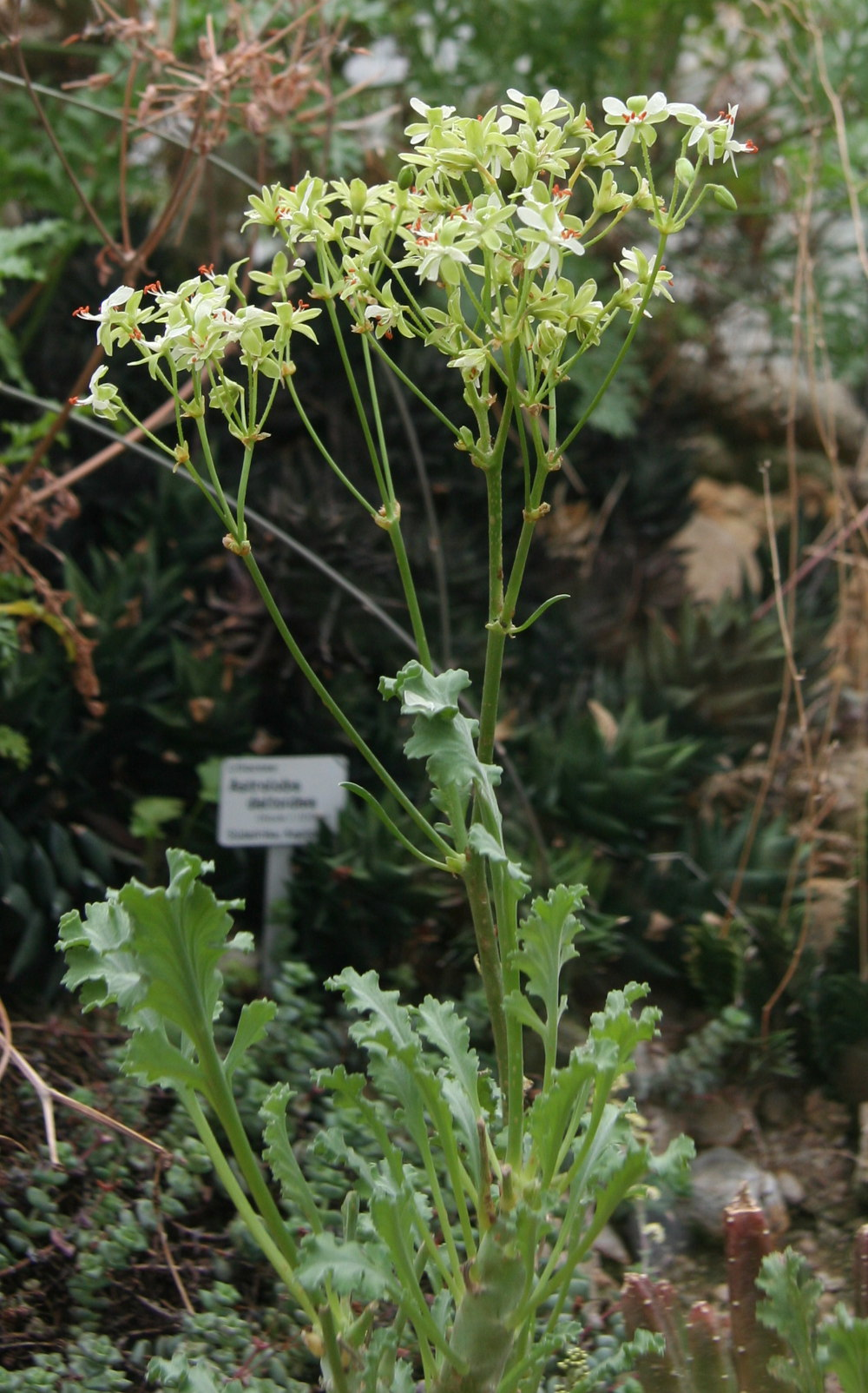
Sektion Otidia: Pelargonium klinghardtense

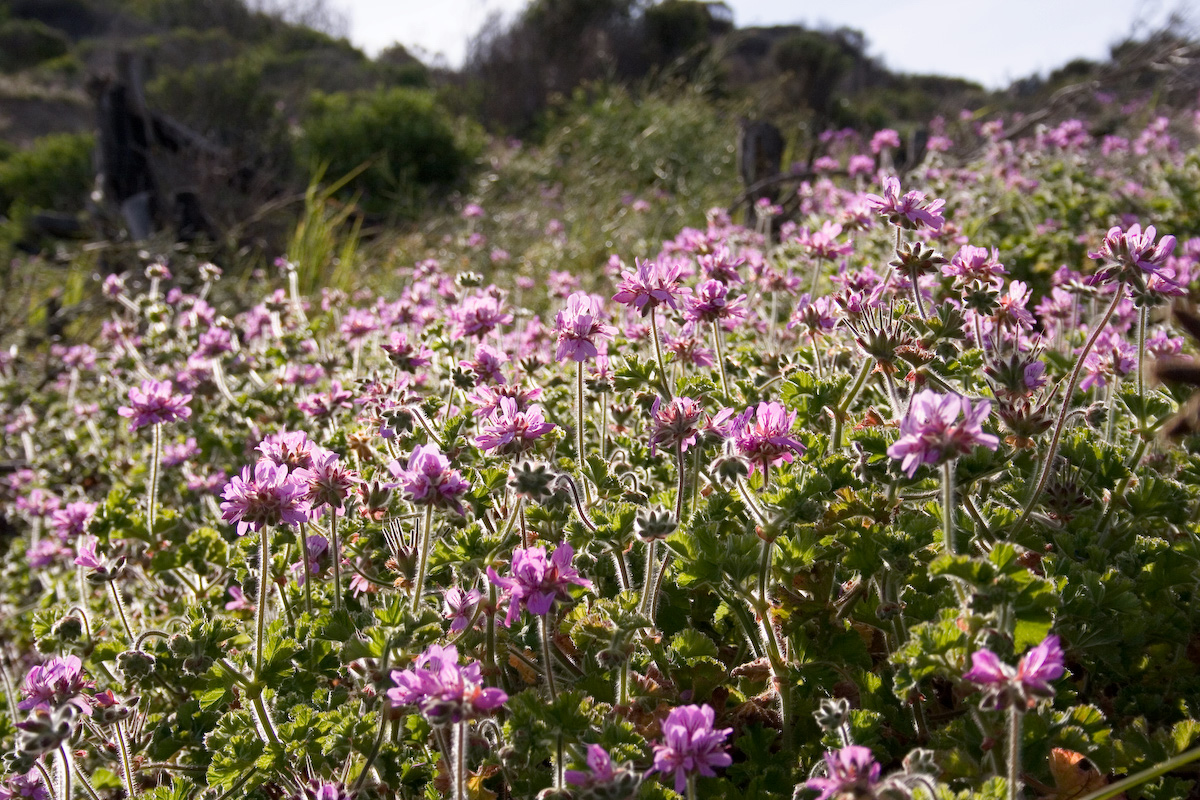
Sektion Pelargonium: Bestand von Pelargonium capitatum

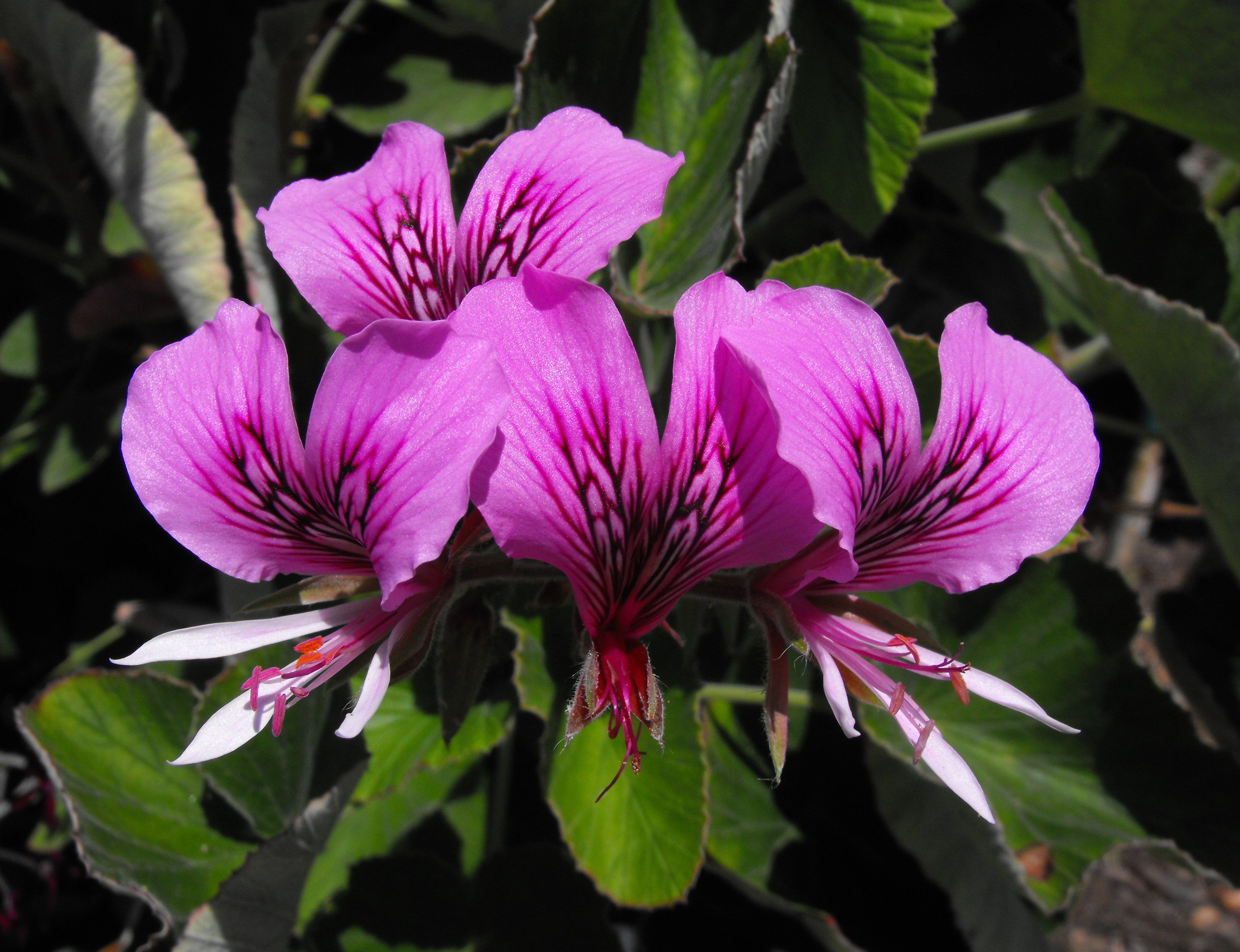
Sektion Pelargonium: Pelargonium cordifolium

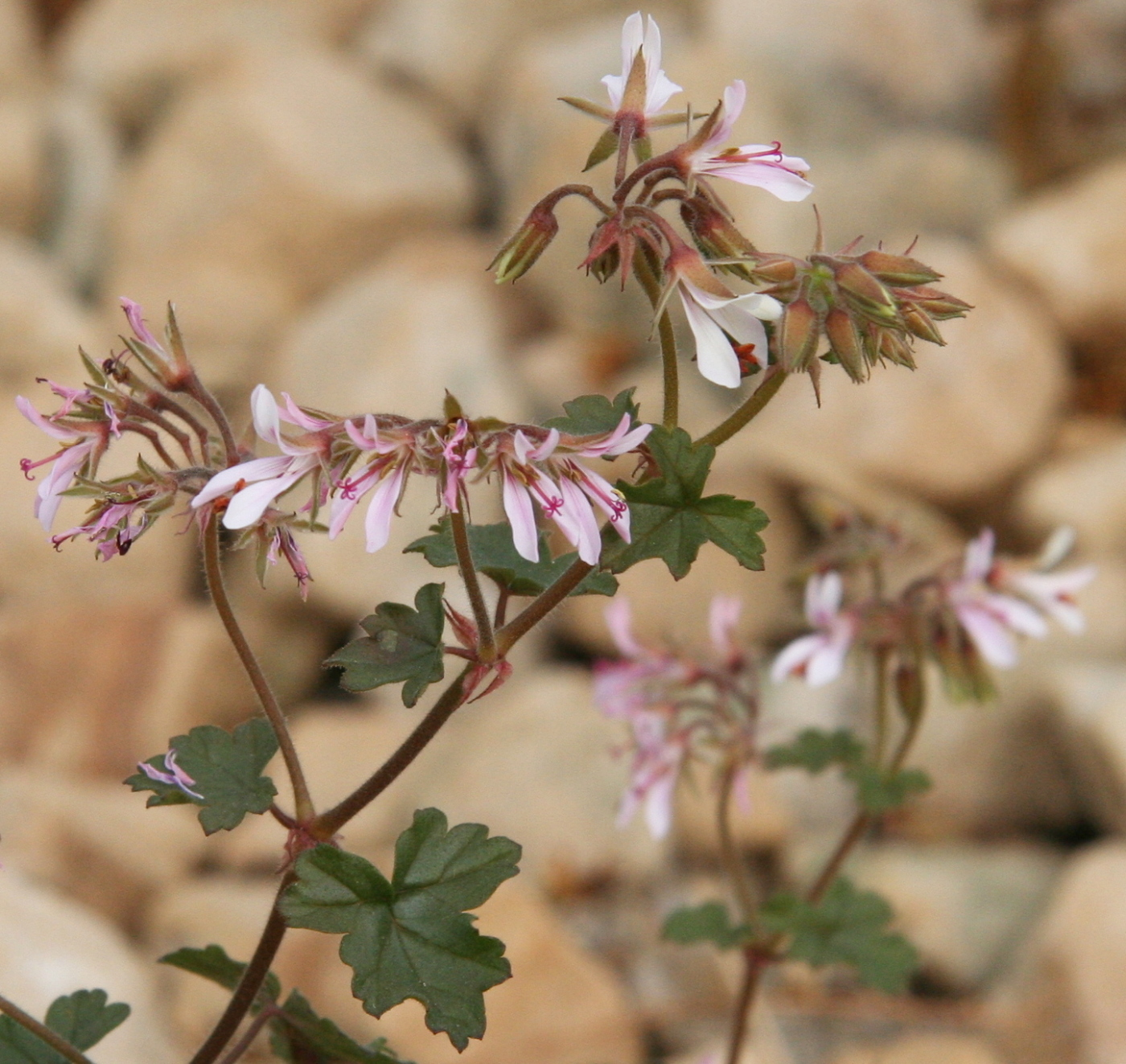
Sektion Peristera: Pelargonium glechomoides

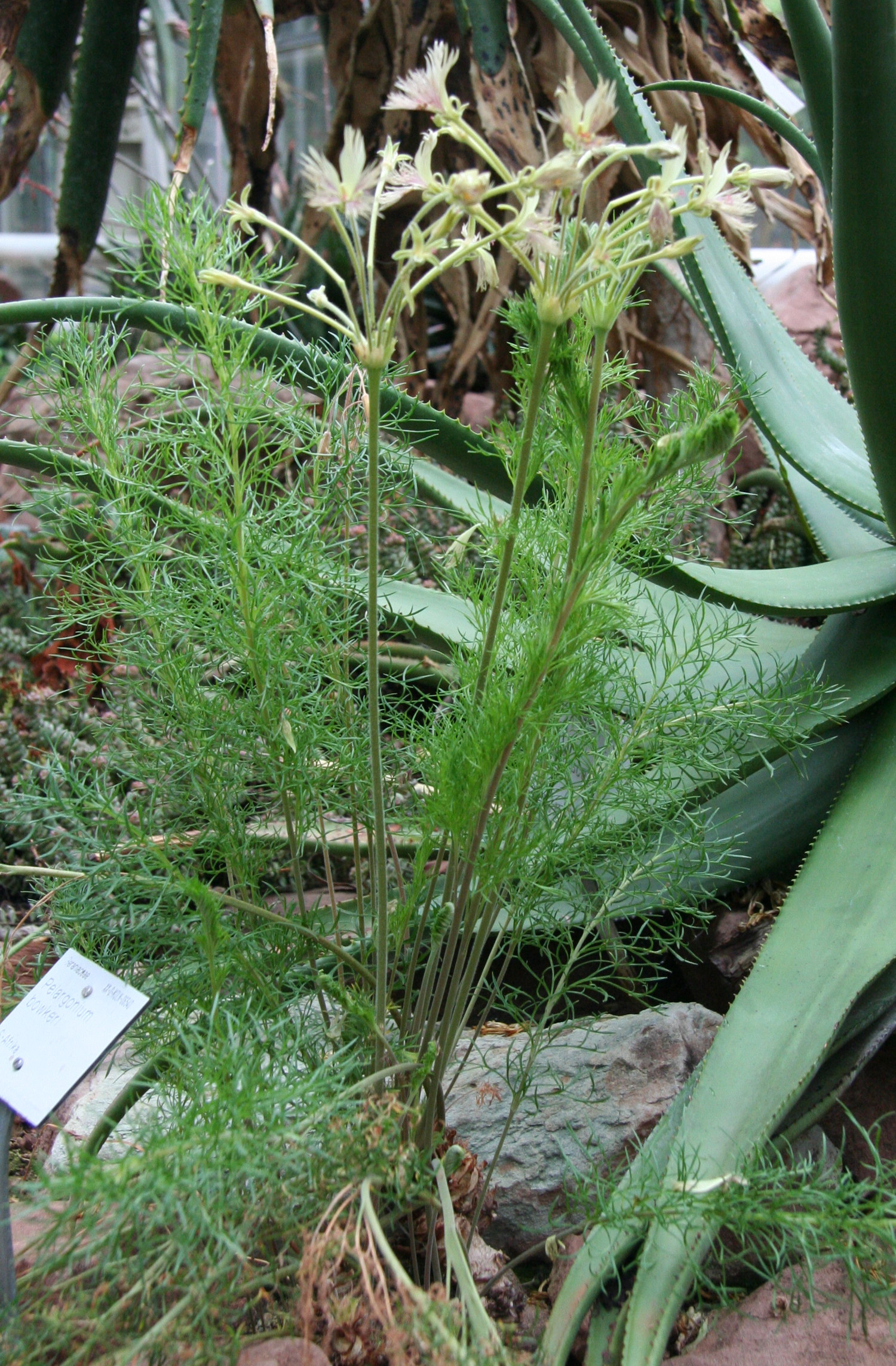
Sektion Polyactium: Habitus und Blütenstand von Pelargonium bowkeri

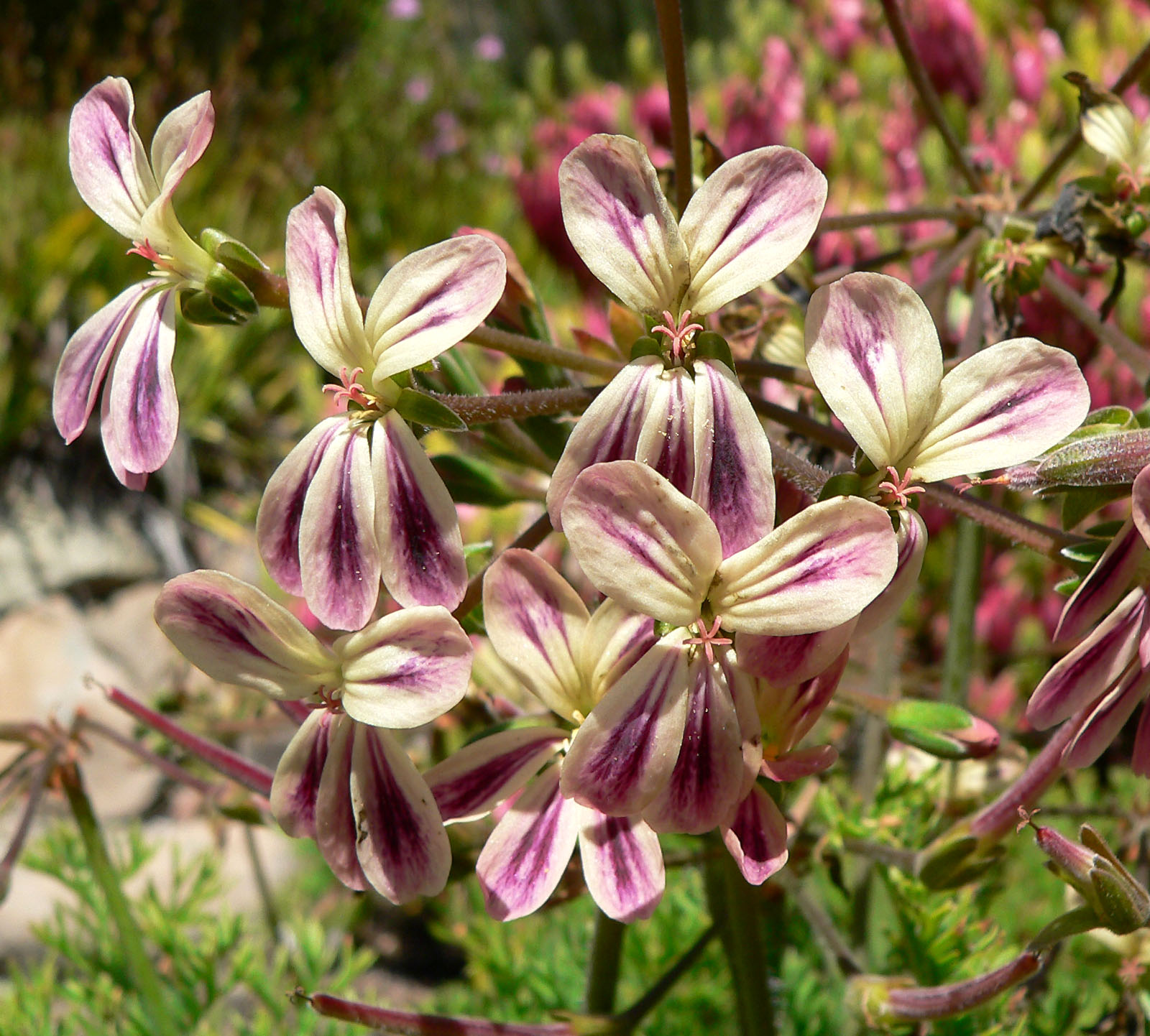
Sektion Polyactium: Pelargonium triste

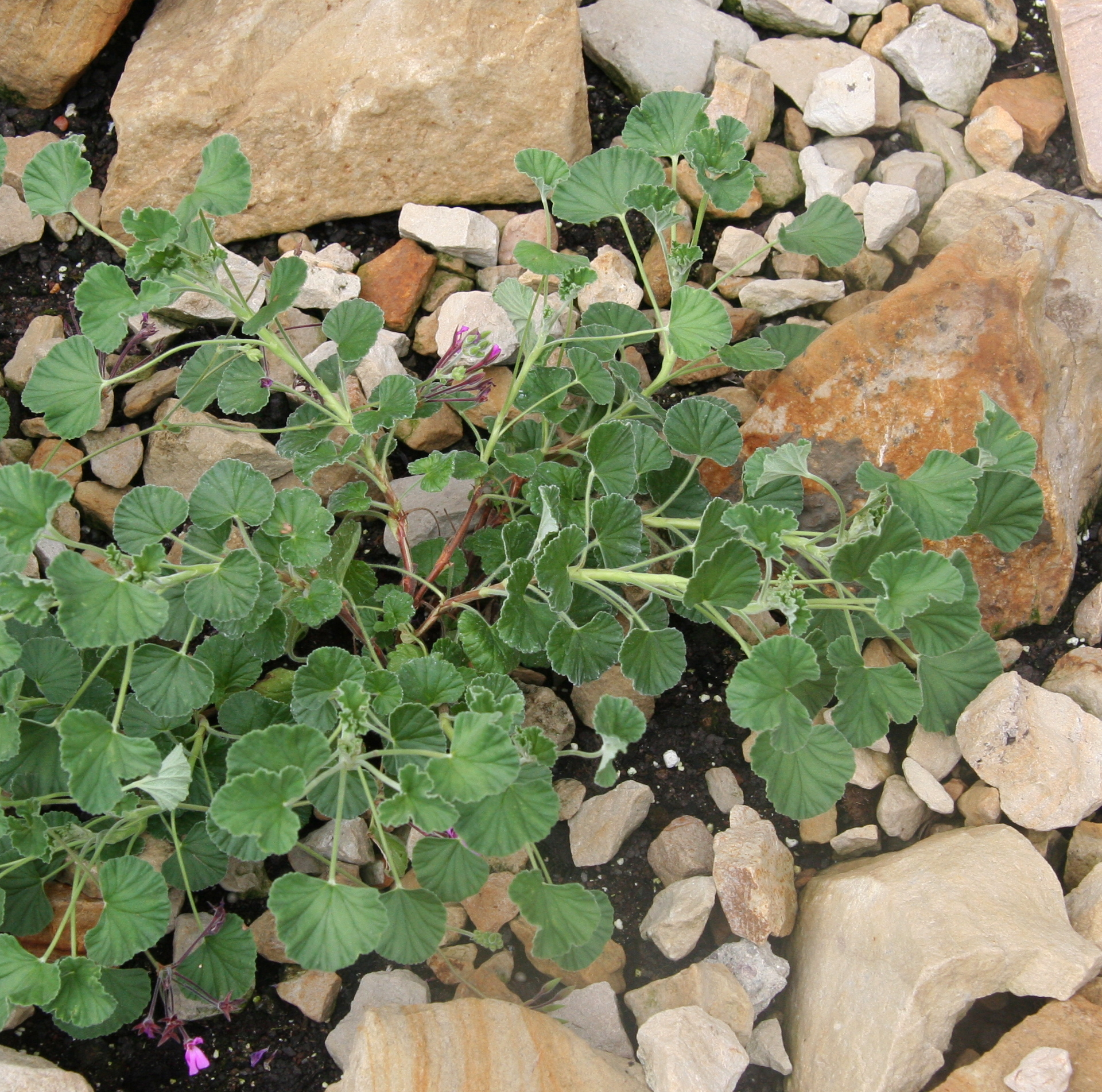
Sektion Reniformia: Pelargonium sidoides

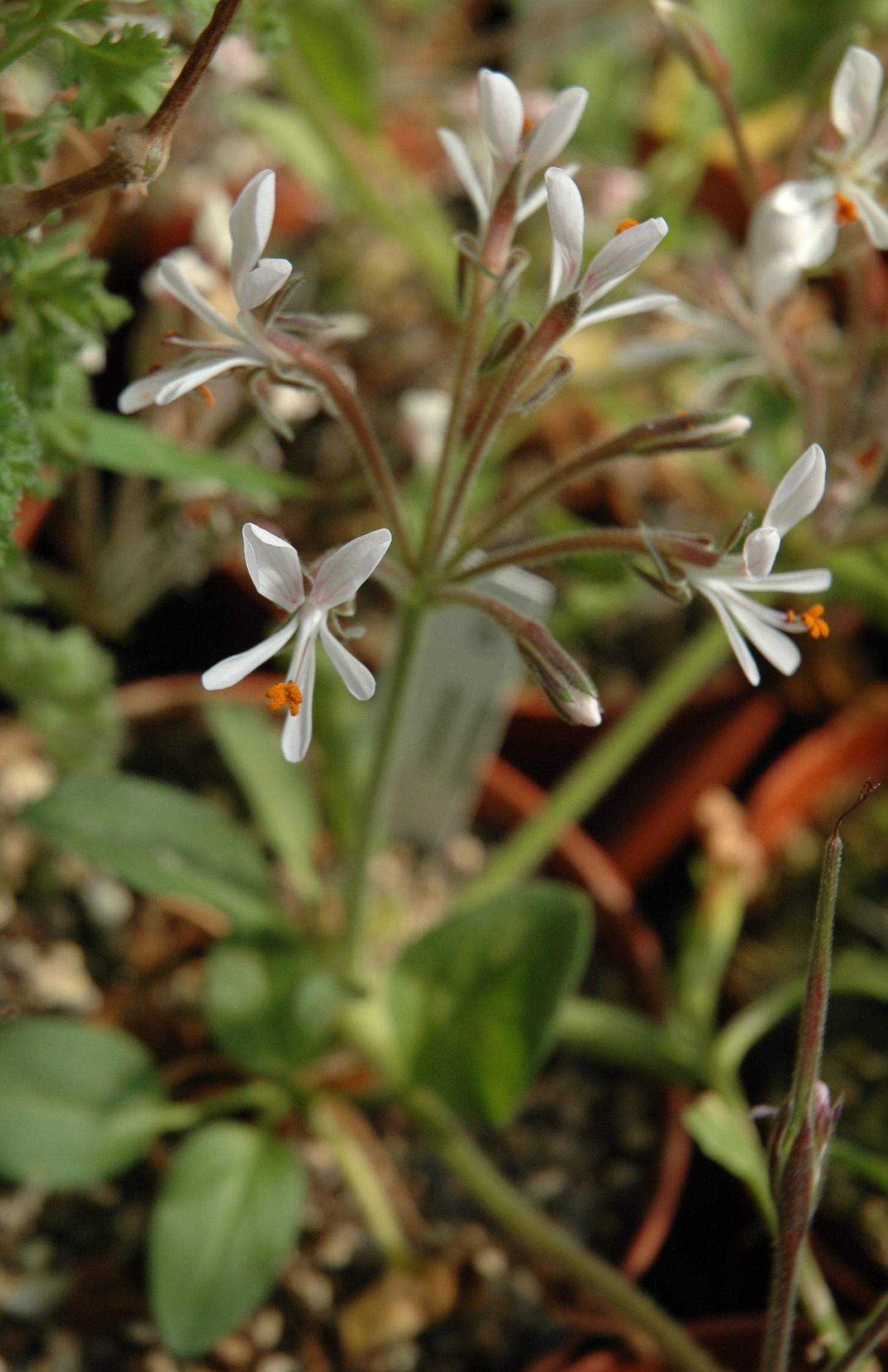
Pelargonium campestre

Synonyme für die Gattung sind Dimacria Sweet (1820), Hoarea Sweet (1820), Otidia Sweet (1820), Phymathanthus Sweet (1820), Ciconium Sweet (1821), Jenkinsonia Sweet (1821), Campylia Sweet (1824), Seymouria Sweet (1824), Grenvillea Sweet (1825), Chorisma Ecklon & Zeyher (1835), Cortusina Ecklon & Zeyher (1835), Dibrachya Ecklon & Zeyher (1835), Eumorpha Ecklon & Zeyher (1835), Isopetalum Ecklon & Zeyher (1835), Ligularia Ecklon & Zeyher (1835, nom. illeg. ICBN-Artikel 53.1), Myrrhidium Ecklon & Zeyher (1835), Peristera Ecklon & Zeyher (1835), Polyactium Ecklon & Zeyher (1835) und Polyschisma Ecklon & Zeyher (1859).
In der Gattung der Pelargonien (Pelargonium) werden etwa 200 bis 280 Arten unterschieden und sie wird in folgende 16 Sektionen gegliedert (Artenauswahl und Sektionszugehörigkeit laut GRIN):
- Sektion Campylia (Sweet) DC.: Sie enthält etwa elf Arten:
  - Pelargonium burgerianum J.J.A. van der Walt
  - Pelargonium caespitosum Turcz.
  - Pelargonium capillare (Cav.) Willd.
  - Pelargonium coronopifolium Jacq.
  - Pelargonium elegans (Andrews) Willd.
  - Pelargonium incarnatum (L’Hér.) Moench
  - Pelargonium ocellatum J.J.A. van der Walt
  - Pelargonium oenothera (L. f.) Jacq.
  - Pelargonium ovale (Burm. f.) L’Hér.
  - Pelargonium ×scarboroviae Sweet
  - Pelargonium setulosum Turcz.
  - Pelargonium tricolor Curtis
  - Pelargonium ×glaucifolium Sweet = Hybride Pelargonium gibbosum × Pelargonium lobatum
  - Pelargonium ×melissimum Sweet = Hybride Pelargonium crispum × Pelargonium graveolens
  - Pelargonium ×nervosum Sweet
- Sektion Chorisma  DC.: Sie enthält nur vier Arten:
  - Pelargonium exhibens Vorster
  - Pelargonium mollicomum Fourcade
  - Pelargonium tetragonum (L. f.) L'Herit.
  - Pelargonium worcesterae Knuth
- Sektion Ciconium (Sweet) Harv.: Sie enthält etwa 25 Arten
  - Pelargonium acetosum (L.) L’Hér.
  - Pelargonium acraeum R.A.Dyer
  - Pelargonium alchemilloides (L.) L’Hér.
  - Pelargonium caylae Humbert
  - Pelargonium elongatum (Cav.) Salisb.
  - Pelargonium frutetorum R.A.Dyer
  - Pelargonium hararense Engl.
  - Pelargonium ×hortorum L.H.Bailey = Hybride Pelargonium inquinans × Pelargonium zonale
  - Pelargonium inquinans (L.) L’Hér.
  - Pelargonium ×kewense R.A.Dyer = Hybride Pelargonium zonale × Pelargonium inquinans
  - Pelargonium multibracteatum Hochst. ex A.Rich.
  - Pelargonium mutans Vorster
  - Pelargonium peltatum (Efeu-Pelargonie) (L.) L’Hér.
  - Pelargonium quinquelobatum Hochst.
  - Pelargonium ranunculophyllum (Eckl. & Zeyh.) Baker
  - Pelargonium salmoneum R.A.Dyer
  - Pelargonium somalense Franch.
  - Pelargonium stenopetalum Ehrh.
  - Pelargonium tongaense Vorster
  - Pelargonium transvaalense R.Knuth
  - Pelargonium usambarense Engl.
  - Pelargonium zonale (L.) L’Hér.
- Sektion Cortusina DC.: Sie enthält etwa sieben Arten:
  - Pelargonium cortusifolium L’Hér.
  - Pelargonium crassicaule L’Hér.
  - Pelargonium desertorum Vorster
  - Pelargonium echinatum Curtis
  - Pelargonium magenteum J.J.A. van der Walt
  - Pelargonium sibthorpiifolium Harv.
  - Pelargonium xerophyton Schltr. ex R.Knuth
- Sektion Glaucophyllum Harv.: Sie enthält etwa sieben Arten:
  - Pelargonium fruticosum (Cav.) Willd.
  - Pelargonium grandiflorum (Andrews) Willd.
  - Pelargonium laevigatum (L. f.) Willd.
  - Pelargonium lanceolatum (Cav.) J.Kern.
  - Pelargonium patulum Jacq.
  - Pelargonium tabulare (Burm. f.) L’Hér.
  - Pelargonium ternatum (L. f.) Jacq.
- Sektion Hoarea (Sweet) DC.: Sie enthält etwa 71 Arten:
  - Pelargonium aciculatum E.M.Marais
  - Pelargonium aestivale E.M.Marais
  - Pelargonium asarifolium (Sweet) G.Don
  - Pelargonium auritum (L.) Willd.
  - Pelargonium bubonifolium (Andrews) Pers.
  - Pelargonium caledonicum L.Bolus
  - Pelargonium ellaphieae E.M.Marais
  - Pelargonium incrassatum (Andrews) Sims
  - Pelargonium leipoldtii R.Knuth
  - Pelargonium longifolium (Burm. f.) Jacq.
  - Pelargonium luteolum N.E.Br.
  - Pelargonium moniliforme E.Mey. ex Harv.
  - Pelargonium oblongatum E.Mey. ex Harv.
  - Pelargonium pinnatum (L.) L’Hér.
  - Pelargonium punctatum (Andrews) Willd.
  - Pelargonium rapaceum (L.) L’Hér.
  - Pelargonium reflexipetalum E.M.Marais
  - Pelargonium ternifolium Vorster
  - Pelargonium trifoliolatum (Eckl. & Zeyh.) E.M.Marais
  - Pelargonium viciifolium DC.
  - Pelargonium violiflorum (Sweet) DC.
- Sektion Isopetalum DC.: Sie enthält nur eine Art:
  - Pelargonium cotyledonis (L.) L'Herit.
- Sektion Jenkinsonia (Sweet) DC.: Sie enthält etwa elf Arten:
  - Pelargonium antidysentericum (Eckl. & Zeyh.) Kostel.
  - Pelargonium boranense Friis & M.G.Gilbert
  - Pelargonium endlicherianum Fenzl
  - Pelargonium praemorsum (Andrews) F.Dietr.
  - Pelargonium quercetorum Agnew
- Sektion Ligularia (Sweet) Harv.: Mit neun Arten
  - Pelargonium alpinum Eckl. & Zeyh.
  - Pelargonium appendiculatum (L. f.) Willd.
  - Pelargonium aridum R.A.Dyer
  - Pelargonium articulatum (Cav.) Willd.
  - Pelargonium barklyi Scott-Elliot
  - Pelargonium crassipes Harv.
  - Pelargonium divisifolium Vorster
  - Pelargonium dolomiticum R.Knuth
  - Pelargonium fulgidum (L.) L’Hér.
  - Pelargonium grandicalcaratum R.Knuth
  - Pelargonium griseum R.Knuth
  - Pelargonium hirtum (Burm. f.) Jacq.
  - Pelargonium hystrix Harv.
  - Pelargonium oreophilum Schltr.
  - Pelargonium otaviense R.Knuth
  - Pelargonium plurisectum T.M.Salter
  - Pelargonium pulchellum Sims
  - Pelargonium rodneyanum T.Mitch. ex Lindl.
  - Pelargonium sericifolium J.J.A. van der Walt
  - Pelargonium spinosum Willd.
  - Pelargonium stipulaceum (L. f.) Willd.
  - Pelargonium tenuicaule R.Knuth
  - Pelargonium torulosum E.M.Marais
  - Pelargonium tragacanthoides Burch.
  - Pelargonium trifidum Jacq.
- Sektion Myrrhidium DC.: Sie enthält etwa acht Arten:
  - Pelargonium canariense Willd.
  - Pelargonium candicans Spreng.
  - Pelargonium caucalifolium Jacq.
  - Pelargonium longicaule Jacq.
  - Pelargonium multicaule Jacq.
  - Pelargonium myrrhifolium (L.) L’Hér.
  - Pelargonium suburbanum Clifford ex D.A.Boucher
  - Pelargonium whytei Baker
- Sektion Otidia (Lindl.) Harv.: Sie enthält etwa neun Arten:
  - Pelargonium alternans J.C.Wendl.
  - Pelargonium carnosum (L.) L’Hér.
  - Pelargonium ceratophyllum L’Hér.
  - Pelargonium crithmifolium Sm.
  - Pelargonium dasyphyllum E.Mey.
  - Pelargonium klinghardtense R. Knuth
  - Pelargonium laxum (Sweet) G.Don
  - Pelargonium paniculatum Jacq.
- Sektion Pelargonium DC. Harv.: Sie enthält etwa 24 Arten:
  - Pelargonium betulinum (L.) L’Hér.
  - Pelargonium capitatum (L.) L’Hér.
  - Pelargonium citronellum J.J.A. van der Walt
  - Pelargonium cordifolium (Cav.) Curtis
  - Pelargonium crispum (P.J.Bergius) L’Hér.
  - Pelargonium cucullatum (L.) L’Hér.
  - Pelargonium denticulatum Jacq.
  - Pelargonium englerianum R.Knuth
  - Pelargonium glutinosum (Jacq.) L’Hér.
  - Pelargonium graveolens L’Hér.
  - Pelargonium greytonense J.J.A. van der Walt
  - Pelargonium hermanniifolium (P.J.Bergius) Jacq.
  - Pelargonium hispidum (L. f.) Willd.
  - Pelargonium panduriforme Eckl. & Zeyh.
  - Pelargonium papilionaceum (L.) L’Hér.
  - Pelargonium pseudoglutinosum R.Knuth
  - Pelargonium quercifolium (L. f.) L’Hér.
  - Pelargonium radens H.E.Moore
  - Pelargonium ribifolium Jacq.
  - Pelargonium scabroide R.Knuth
  - Pelargonium scabrum (L.) L’Hér.
  - Pelargonium sublignosum R.Knuth
  - Pelargonium tomentosum Jacq.
  - Pelargonium viscosissimum Sweet
  - Pelargonium vitifolium (L.) L’Hér.
- Sektion Peristera DC.: Sie enthält etwa 30 Arten:
  - Pelargonium acugnaticum Thouars
  - Pelargonium apetalum P.Taylor
  - Pelargonium australe Willd.
  - Pelargonium brevirostre E.Mey.
  - Pelargonium chamaedryfolium Jacq.
  - Pelargonium columbinum Jacq.
  - Pelargonium drummondii Turcz.
  - Pelargonium glechomoides A.Rich.
  - Pelargonium grossularioides (L.) L’Hér.
  - Pelargonium helmsii Carolin
  - Pelargonium hypoleucum Turcz.
  - Pelargonium inodorum Willd.
  - Pelargonium iocastum (Eckl. & Zeyh.) Steud.
  - Pelargonium littorale Hügel
  - Pelargonium madagascariense Baker
  - Pelargonium minimum (Cav.) Willd.
  - Pelargonium nanum L’Hér.
  - Pelargonium nelsonii Burtt Davy
  - Pelargonium pseudofumarioides R.Knuth
  - Pelargonium renifolium Swinb.
  - Pelargonium senecioides L’Hér.
- Sektion Polyactium DC.: Sie enthält etwa 14 Arten:
  - Pelargonium anethifolium (Eckl. & Zeyh.) Steud.
  - Pelargonium caffrum (Eckl. & Zeyh.) Harv.
  - Pelargonium bowkeri Harv.
  - Pelargonium gibbosum (L.) L’Hér.
  - Pelargonium lobatum (Burm. f.) L’Hér.
  - Pelargonium luridum (Andrews) Sweet
  - Pelargonium multiradiatum J.C.Wendl.
  - Pelargonium pulverulentum Colvill ex Sweet
  - Pelargonium radulifolium (Eckl. & Zeyh.) Steud.
  - Pelargonium schizopetalum Sweet
  - Pelargonium triste (L.) L’Hér.
- Sektion Reniformia: Sie enthält etwa acht Arten:
  - Pelargonium abrotanifolium (L. f.) Jacq.
  - Pelargonium album J.J.A. van der Walt
  - Pelargonium dichondrifolium DC.
  - Pelargonium exstipulatum (Cav.) L’Hér.
  - Pelargonium fragrans Willd.
  - Pelargonium ionidiflorum (Eckl. & Zeyh.) Steud.
  - Pelargonium mossambicense Engl.
  - Pelargonium odoratissimum (L.) L’Hér.
  - Pelargonium reniforme Curtis
  - Pelargonium sidoides DC.
- Sektion Subsucculentia J.J.A. van der Walt: Sie enthält etwa fünf Arten
  - Pelargonium grandicalcaratum Knuth
  - Pelargonium karooicum Compton & Barnes
  - Pelargonium otaviense Knuth
  - Pelargonium spinosum Willd.

Zu etwa 20 Arten oder Hybriden wurden keine Zugeordnungen zu den obigen Sektionen gefunden:
- Pelargonium alatum Steud.
- Pelargonium balbisianum Spin
- Pelargonium betulifolium Schrank ex Hoffmanns.
- Pelargonium ×blandfordianum (Andrews) Sweet
- Pelargonium christopheranum Verdc.
- Pelargonium ×domesticum L.H.Bailey
- Pelargonium erlangerianum Engl. ex R.Knuth
- Pelargonium ×limoneum Sweet = Hybride Pelargonium crispum × Pelargonium ‘Lady Mary’
- Pelargonium ×tricuspidatum L’Hér. = Hybride Pelargonium scabrum × Pelargonium lanceolatum
- Pelargonium unicolorum Willd.

## Nutzung

### Zierpflanze
Die weltweit als Beet- und Balkonpflanzen kultivierten Pelargonien sind Hybriden verschiedener Wildarten aus dem Kapland, der Capensis, Südafrikas, vor allem von Pelargonium zonale und Pelargonium inquinans (stehende Geranien Zonale-Hybriden) sowie Pelargonium peltatum (Hängegeranien Peltatum-Hybriden).
Die Stecklinge in der Schweiz werden zum größten Teil per Flugtransport importiert. Sobald die Mehrheit der Wertschöpfung in der Schweiz generiert wurde, dürfen die Pelargonien trotzdem als „einheimisch“ verkauft werden.
Sortiment
Aufgrund intensiver züchterischer Arbeit sind sechs bedeutende Gruppen von Pelargonien entstanden, die für den Blumenhandel von großer Bedeutung sind:
- Pelargonium-Zonale-Hybriden, die nahezu kreisrunde Laubblätter aufweisen. Zu dieser Gruppe zählen die meisten aufrechtwachsenden Sorten.

Pelargonium-Zonale-Hybride
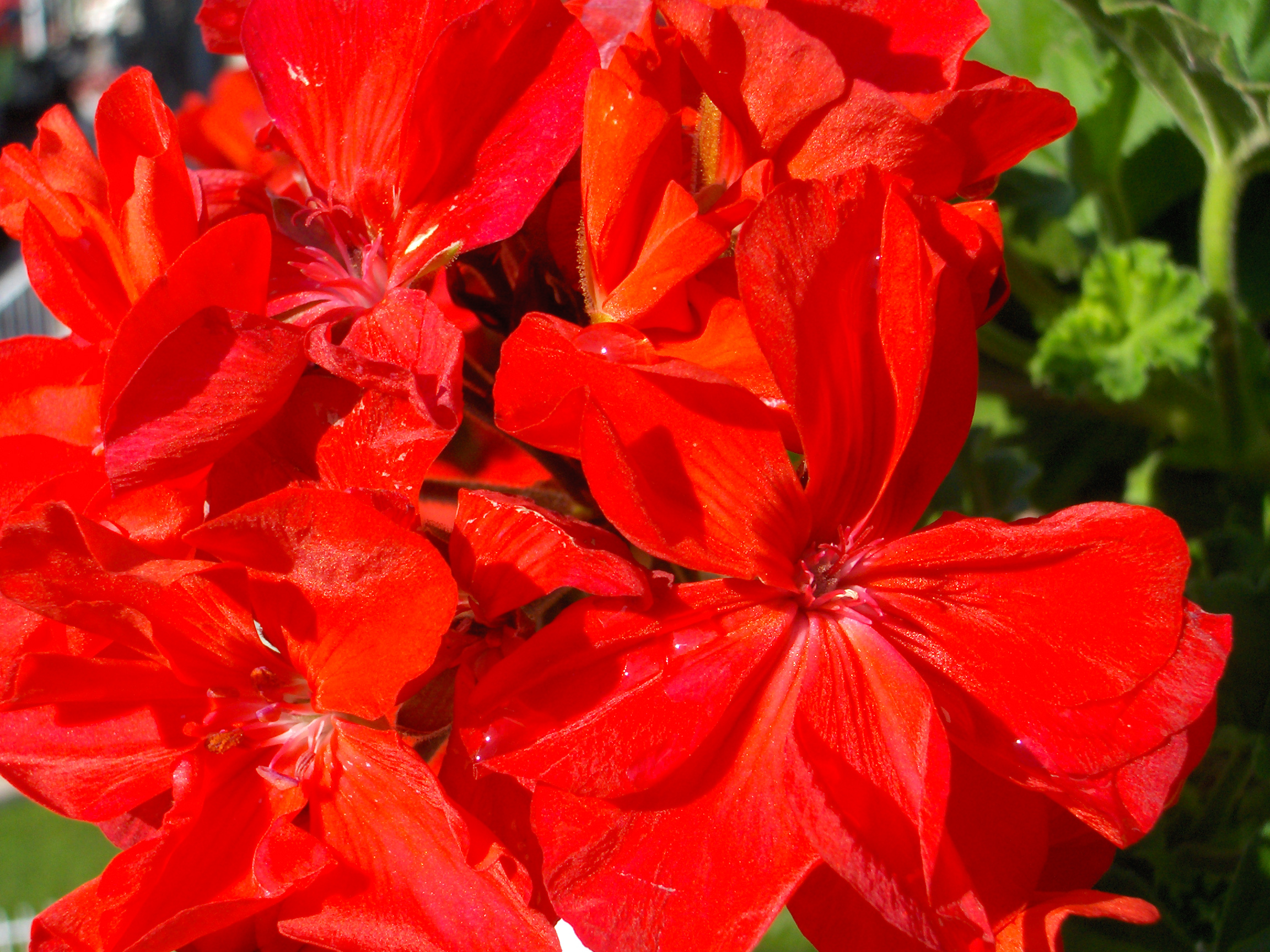
Ausschnitt eines Blütenstandes
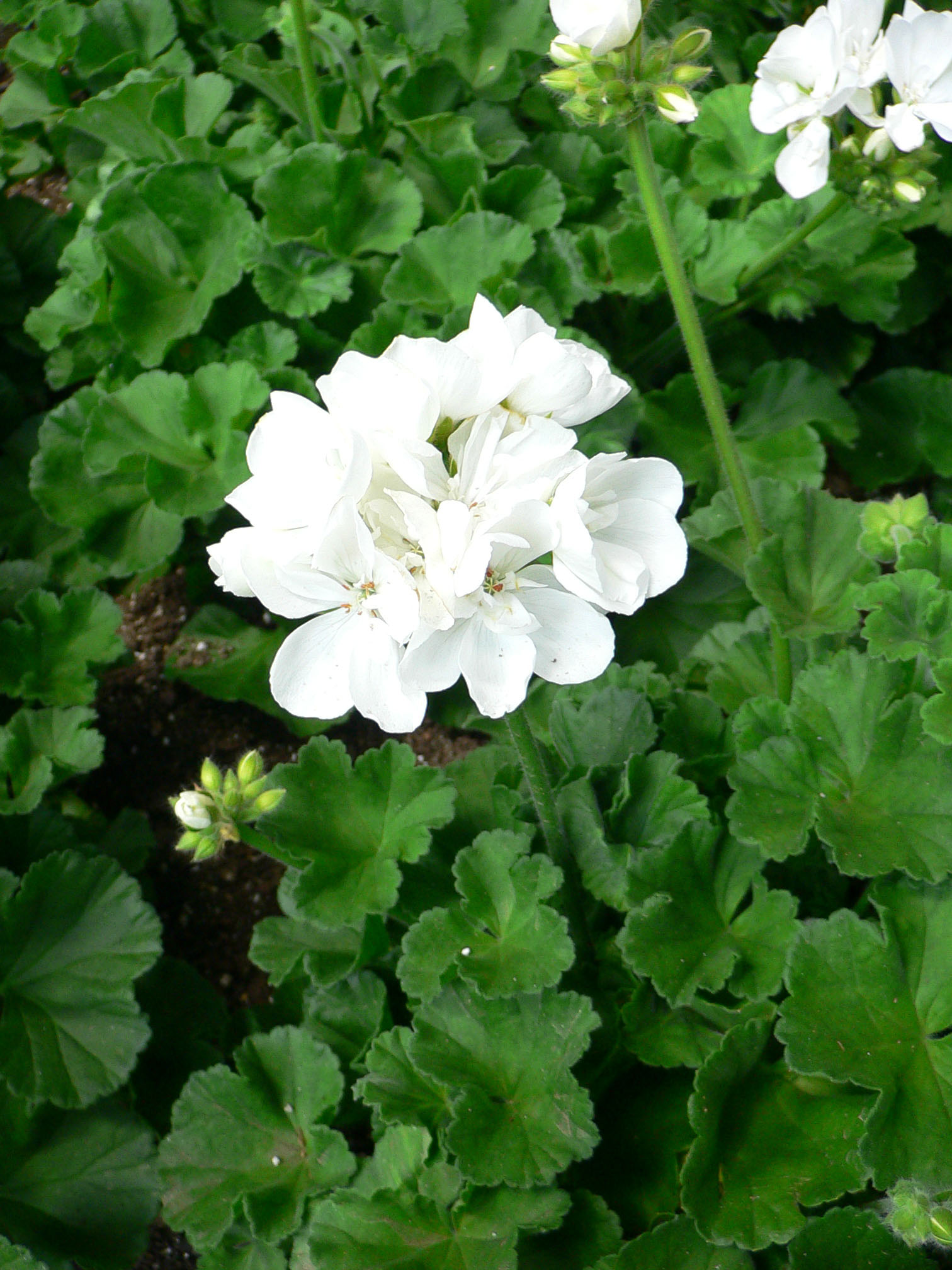
Blütenstand und Laubblätter
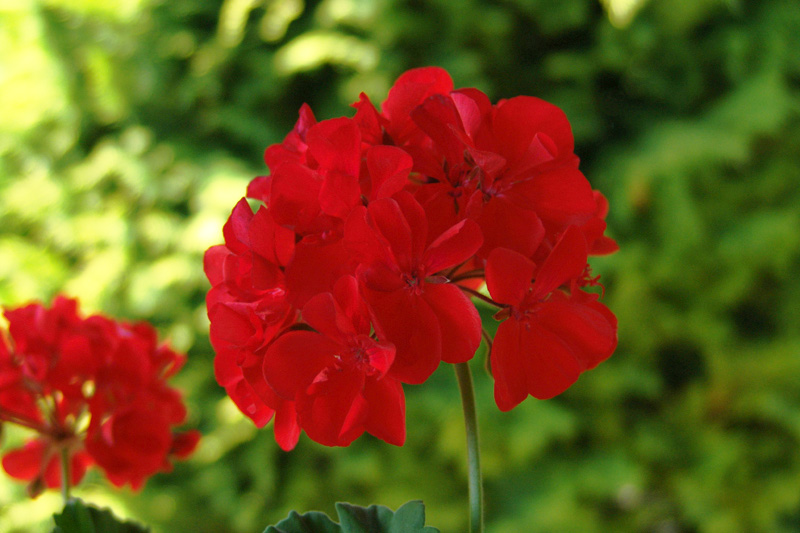
Blütenstand

- Pelargonium-Peltatum-Hybriden, im Gegensatz zu Zonale Hybriden mit glatten wachsartig überzogenen Blättern und halbhängendem bis hängendem Wuchs.

Pelargonium-Peltatum-Hybride
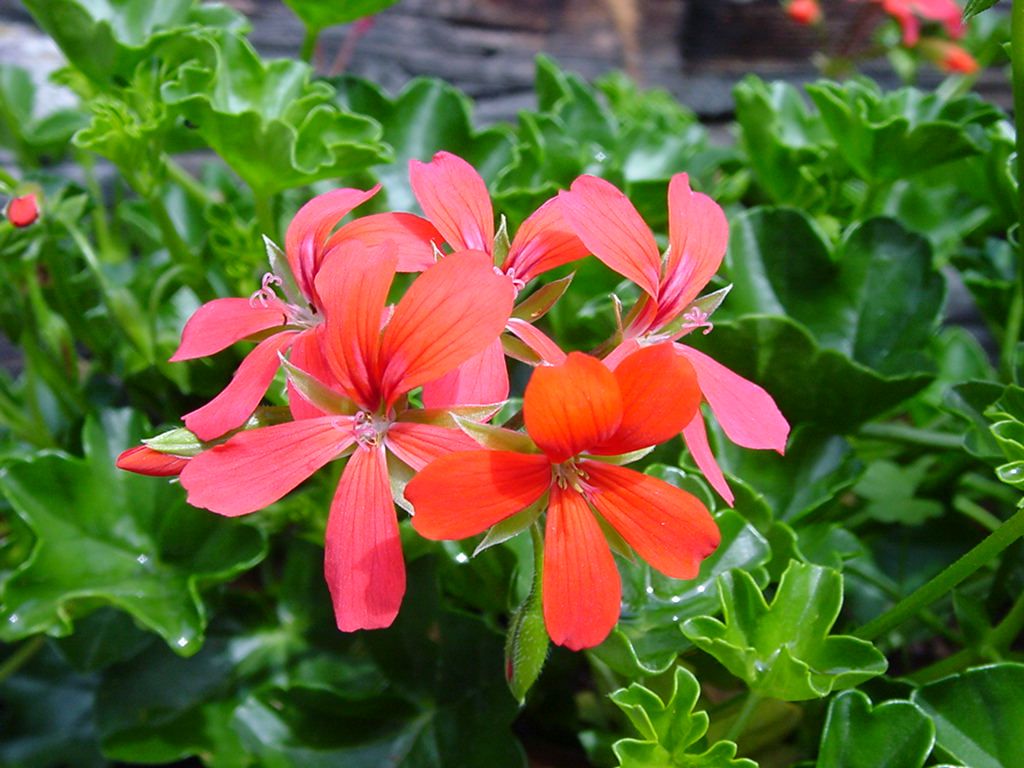
Blütenstand und Blätter
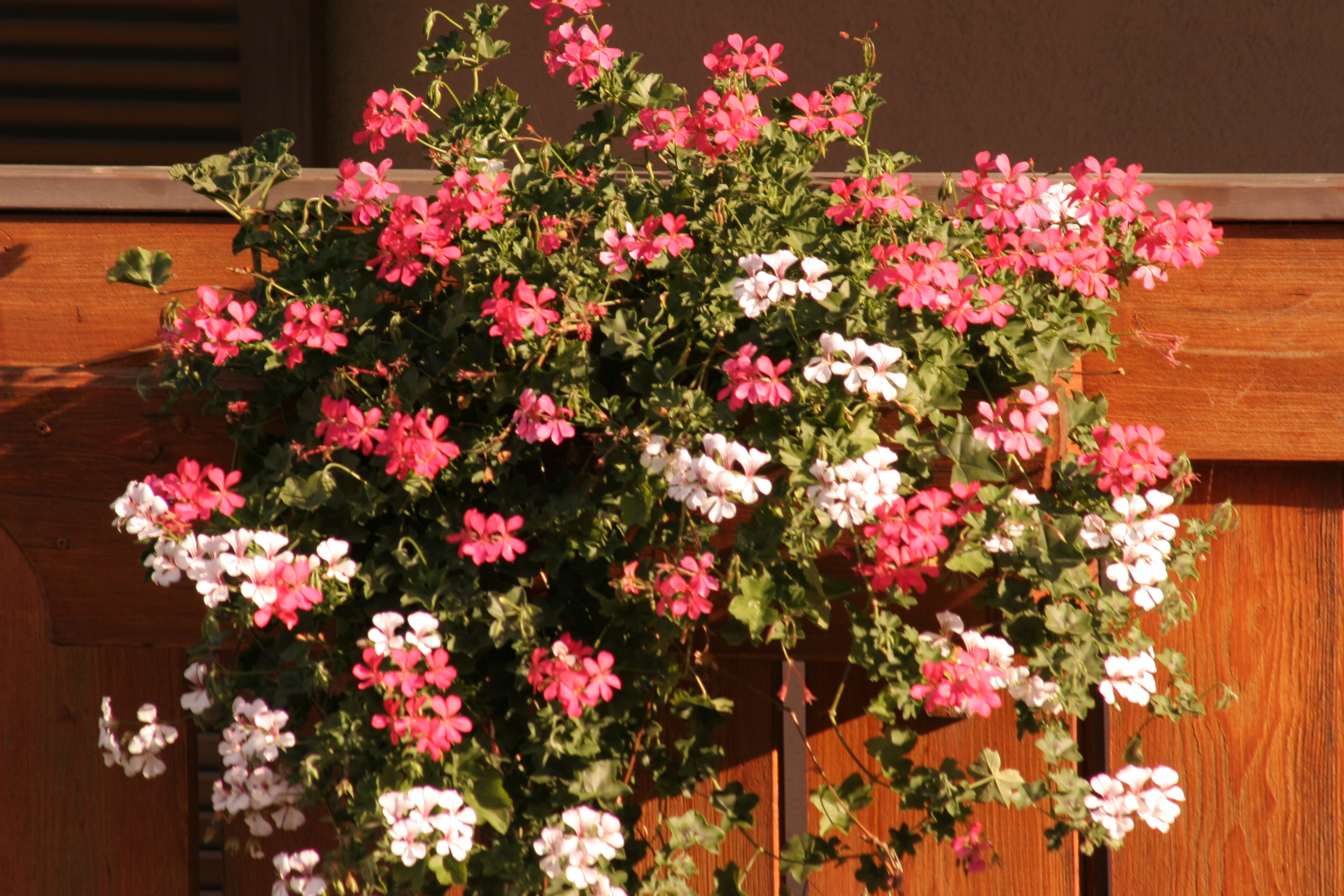
Auf einem Balkon
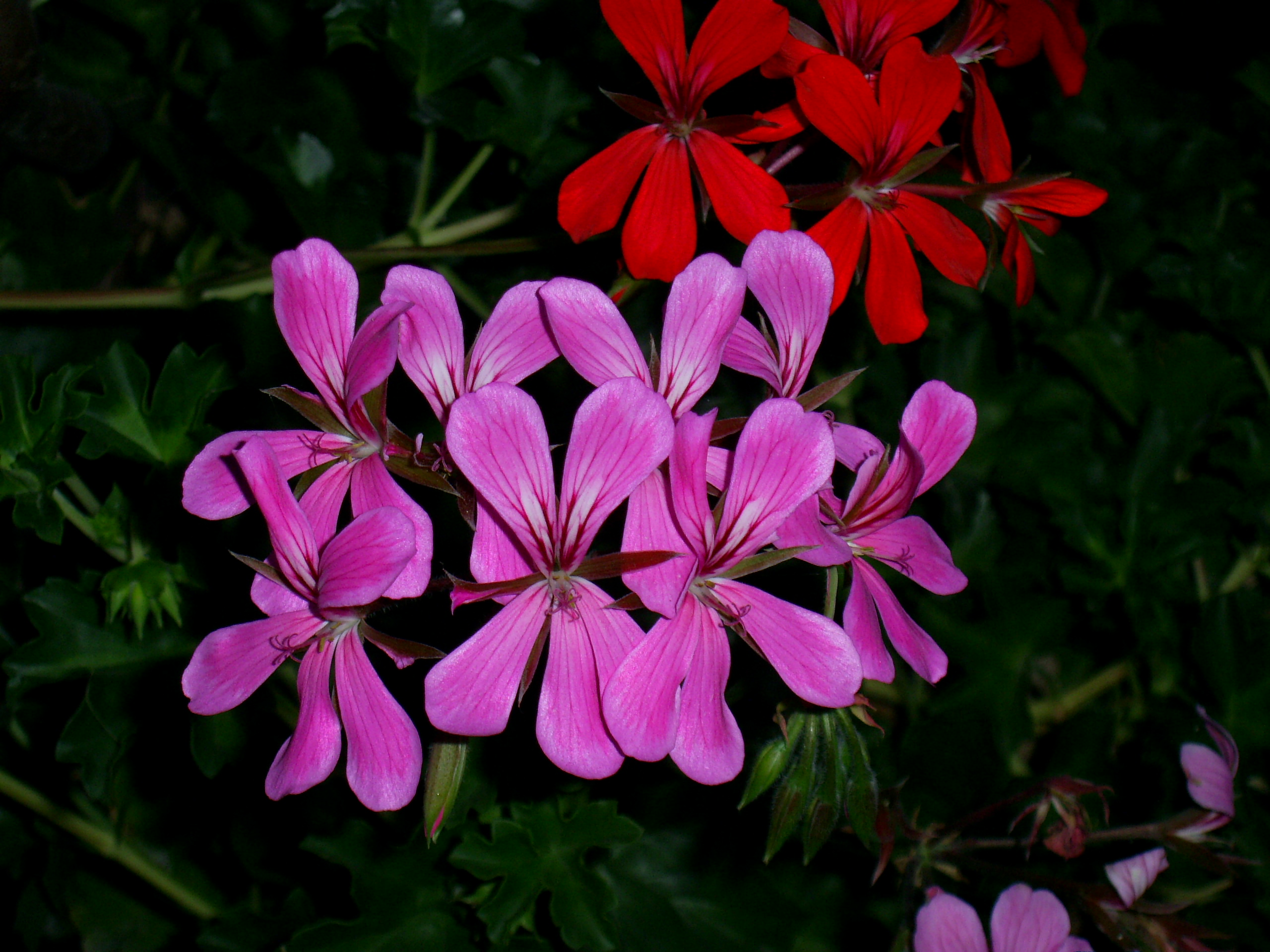
Blütenstand

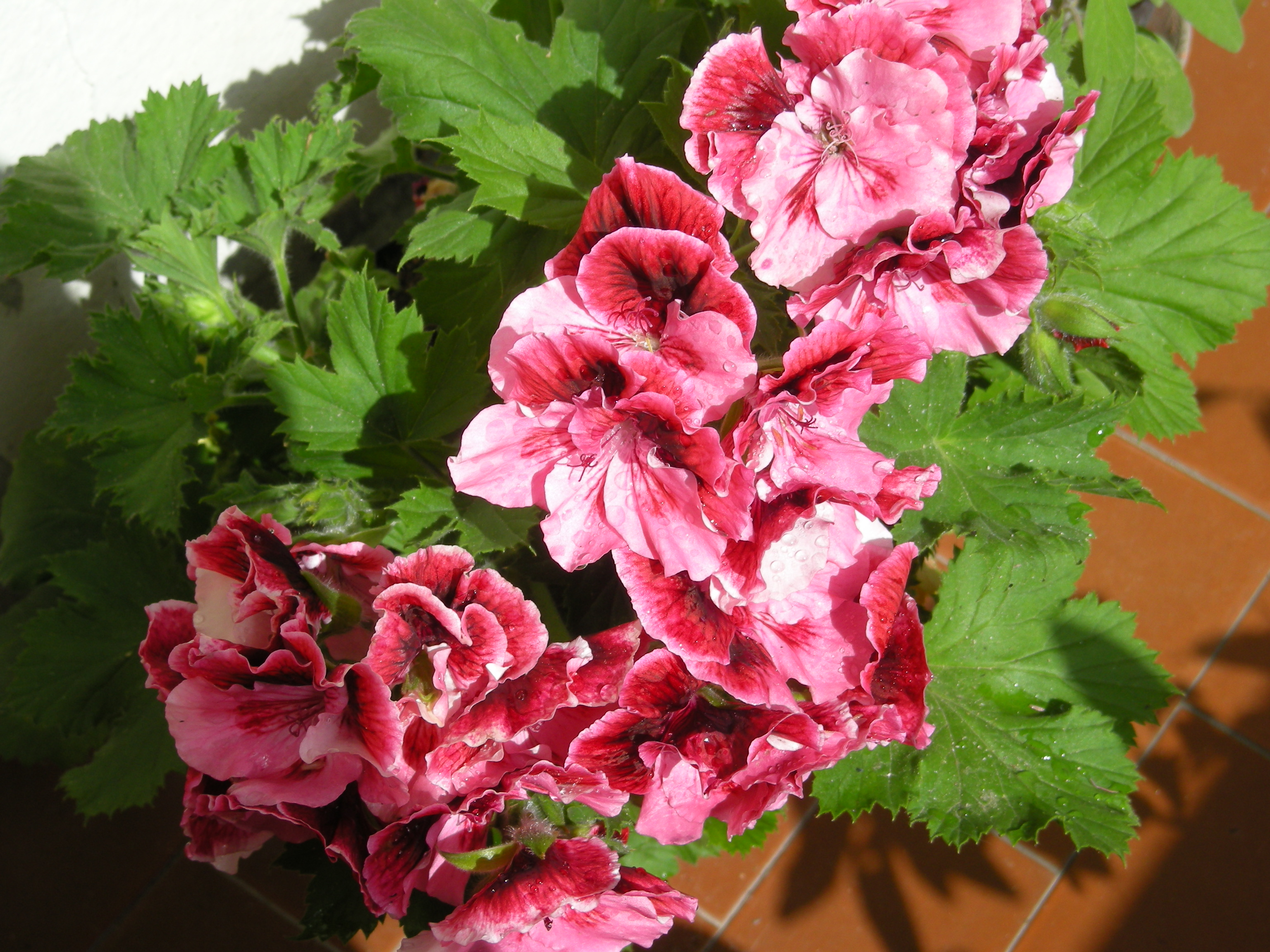
Sorte der Pelargonium grandiflorum-Hybriden

- Edelpelargonien – die als Zimmerpflanzen kultivierten Edelpelargonien (auch Englische Geranien oder Regalpelargonien genannt) stammen vorwiegend von Pelargonium cucullatum und Pelargonium-grandiflorum-Hybriden ab.
- Unique-Pelargonien
- Engelspelargonien
- Duftpelargonie, zum Beispiel (Pelargonium odoratissimum), die zum Teil ebenfalls züchterischen Ursprungs sind. Es sind jedoch auch Wildarten in Kultur, am häufigsten Pelargonium graveolens, die „Zitronen-Geranie“. In tropischen und subtropischen Gebieten werden einige Arten in großem Stil zur Produktion von Orangenöl angebaut.

Pelargonium-Sorte, Chromolithographie

Die Einfuhr der ersten südafrikanischen Pelargonien nach Europa fand bereits zu Anfang des 17. Jahrhunderts statt, und sie waren fast 200 Jahre lang eine der wichtigsten Pflanzengruppen in den höfischen Orangerien – zum Teil beherbergten die Sammlungen viele hundert Arten und Sorten. Heute gehören Geranien für den Zierpflanzenbau zu den wirtschaftlich bedeutendsten Kulturpflanzen.
Vielen Gartenfreunden sind vor allem die Pelargonien der Zonale- und Peltatum-Hybriden bekannt. Durch Züchtungsarbeit gibt es innerhalb dieser beiden Arten heute viele hundert Sorten, die sich in Blütenfarbe und Blattwerk unterscheiden. Somit gehören die Zonale-Hybriden sowie die Peltatum-Hybriden zu den wichtigsten gärtnerisch genutzten Pflanzen in der Gruppe der Beet- und Balkonpflanzen. In Kleve am Niederrhein gibt es bei der Firma Syngenta Seeds GmbH (einem der größten Pelargonienzüchter und Produzenten von Jungpflanzen weltweit) ein Pelargonien-Museum mit zirka 170 Wildarten zu besichtigen.
Die Edelpelargonien-Hybride Pelargonium ×grandiflorum ‘Prinzessin Purpurella’ wurde 2006 und die Pelargonien-Hybride Pelargonium ×hybrida ‘Baronesse Sophia’ 2011 zur bayerischen Balkonpflanze des Jahres gekürt.

### Medizinische Nutzung
Aus den Wurzeln der Art Pelargonium sidoides werden Medikamente zur Behandlung von Beschwerden bei Erkältungskrankheiten hergestellt.

### Ätherisches Geraniumöl
Aus verschiedenen Duftgeraniensorten, vor allem aber aus der Rosengeranie (Pelargonium graveolens) wird durch Wasserdampfdestillation ein ätherisches Öl gewonnen, das Geraniumöl. Je nach Anbaugebiet der verwendeten Sorten unterscheiden sich die Inhaltsstoffe des Öls, das hauptsächlich aus Monoterpenverbindungen besteht. Geranienöl wird vor allem in der Parfümindustrie verwendet.

### Nutzung in der Küche
Die Rosen-Pelargonie (Pelargonium graveolens), einige andere Pelargonium-Arten und -Sorten aus der Gruppe der Duft-Pelargonien finden auch Verwendung in der Speisenzubereitung. Man benutzt sie zum Aromatisieren von Getränken, Süßspeisen und Eingemachtem. 

## Einzelreferenzen
1. ↑  
Matija Strlic: The Pelargonium Page: Viele Informationen zur Gattung und die Abgrenzung zu den anderen Gattungen der Familie (englisch)
2. ↑  
William Aiton: Hortus Kewensis; or, a Catalogue of the Plants Cultivated in the Royal Botanic Garden at Kew. Band 2, London 1789, S. 417 (eingescannt bei biodiversitylibrary.org).
3. ↑  F. Albers: Pelargonium: In: Urs Eggli (Hrsg.): Sukkulentenlexikon. Zweikeimblättrige Pflanzen (Dicotyledonen). Eugen Ulmer, 2002, S. 260.
4. ↑  
Pelargonium im Germplasm Resources Information Network (GRIN), USDA, ARS, National Genetic Resources Program. National Germplasm Resources Laboratory, Beltsville, Maryland.
5. ↑  Marianne Kägi: Geranienproduktion – Schweizer Geranien ohne Schweizer Wurzeln. In: srf.ch. 8. Mai 2019, abgerufen am 8. Mai 2019.
6. ↑  Taufe der Bayerischen Balkonpflanze des Jahres 2011 in Mittelfranken. (Online (Memento vom 13. Mai 2014 im Internet Archive) [PDF; 176 kB]).
7. ↑  Eintrag zu Geraniumöl. In: Römpp Online. Georg Thieme Verlag, abgerufen am 17. Juni 2014.
8. ↑  
Avril Rodway: Kräuter und Gewürze. Die nützlichsten Pflanzen der Natur - Kultur und Verwendung. Tessloff Verlag, Hamburg 1980, ISBN 3-7886-9910-8.